# Château-Chalon
Pour les articles homonymes, voir Château (homonymie) et Chalon.
Château-Chalon est une commune française viticole située dans le département du Jura, dans la région culturelle et historique de Franche-Comté et la région administrative Bourgogne-Franche-Comté.
Haut lieu du tourisme jurassien, la commune est classée parmi les plus beaux villages de France, labellisée cité de caractère de Bourgogne-Franche-Comté, et le site du village et de ses environs (communauté de communes) est classé paysage viticole. Son vignoble produit les vins jaunes les plus réputés du vignoble du Jura sous l'appellation château-chalon (AOC), produit de référence de la gastronomie franc-comtoise.

## Géographie
Château-Chalon est un village perché, construit sur l'arête du plateau qui domine la vallée de la Haute-Seille, qui coule dans la reculée de Baume-les-Messieurs. Le village domine les coteaux viticoles de Nevy-sur-Seille, Voiteur et Menétru-le-Vignoble qui ont fait la réputation du vin de Château-Chalon, le plus réputé des vins du Jura.

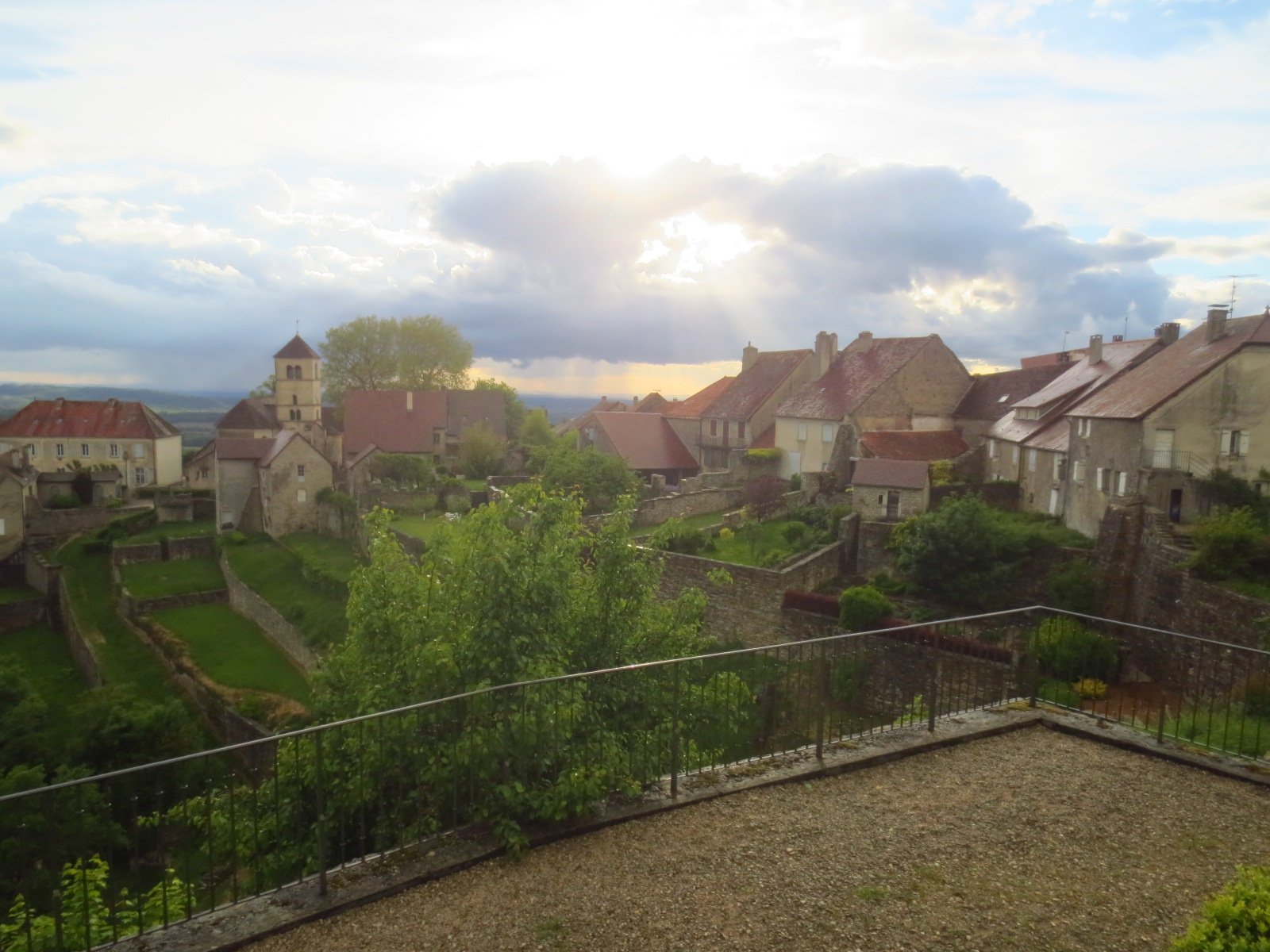
Vestiges à l'emplacement de l'ancienne abbaye de Château-Chalon, en bordure de falaise, depuis le Belvédère Saint-Jean.
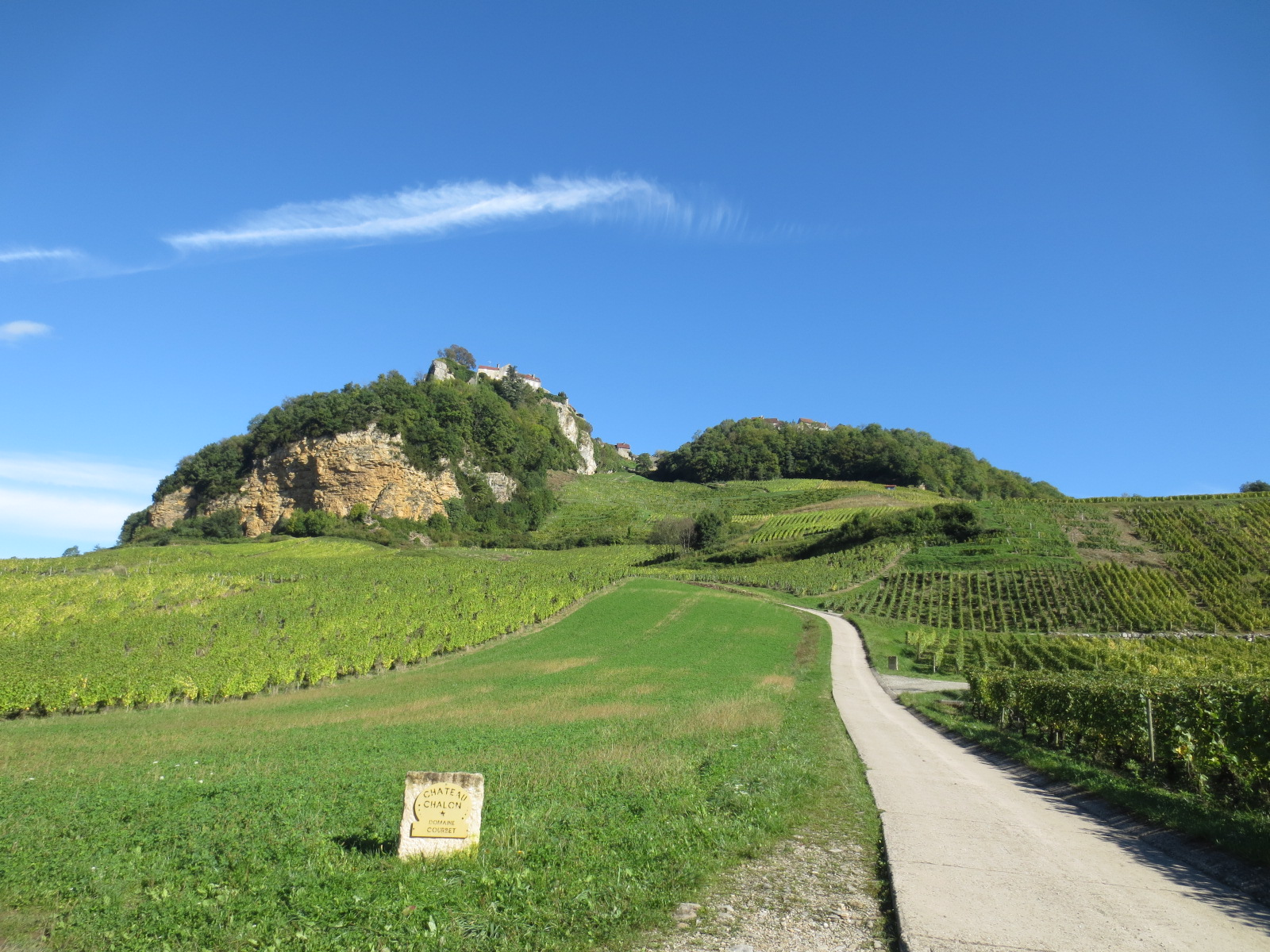
Château-Chalon dominant les coteaux du vignoble Château-Chalon (AOC).
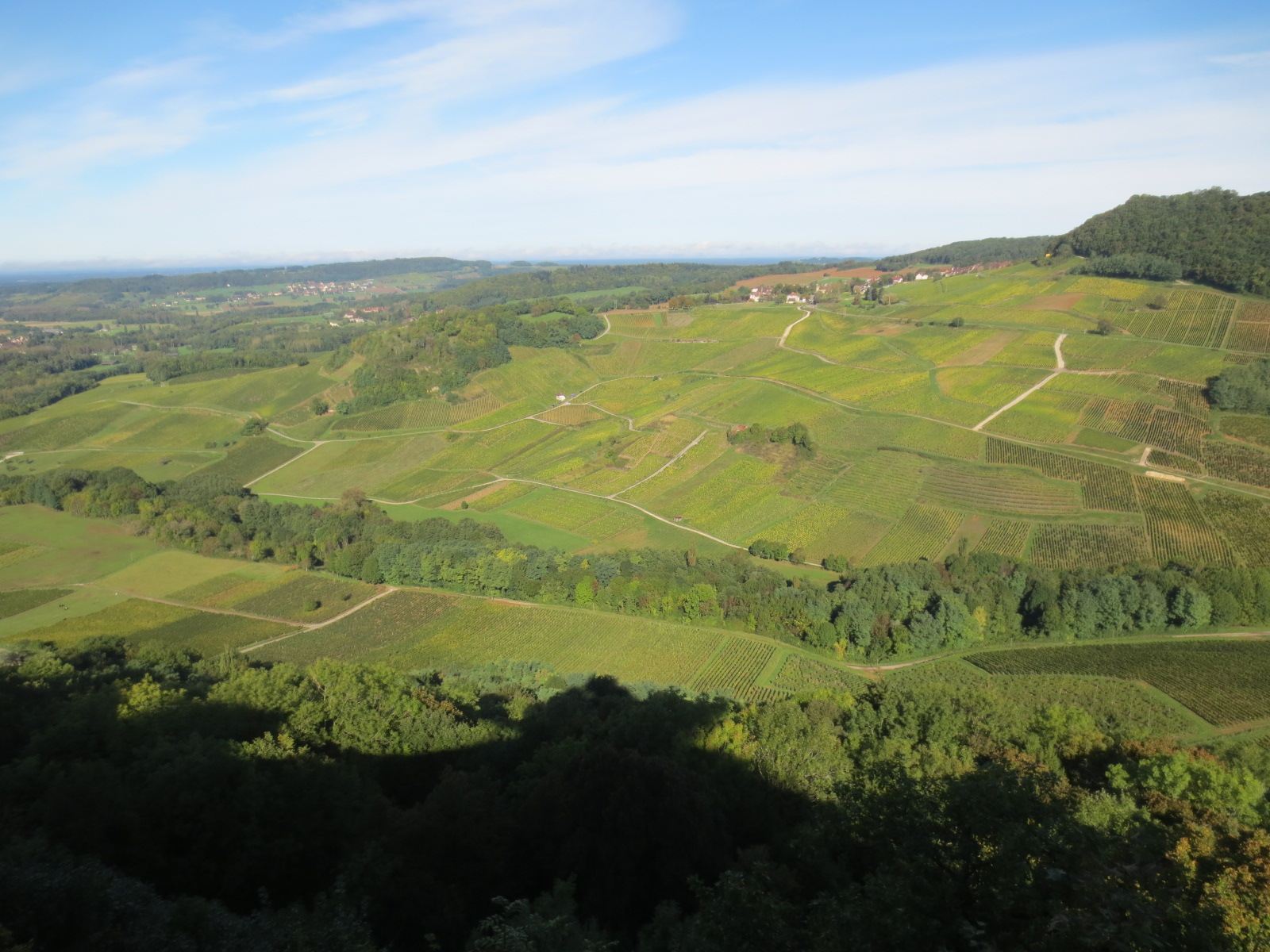
Vignoble Château-Chalon (AOC)
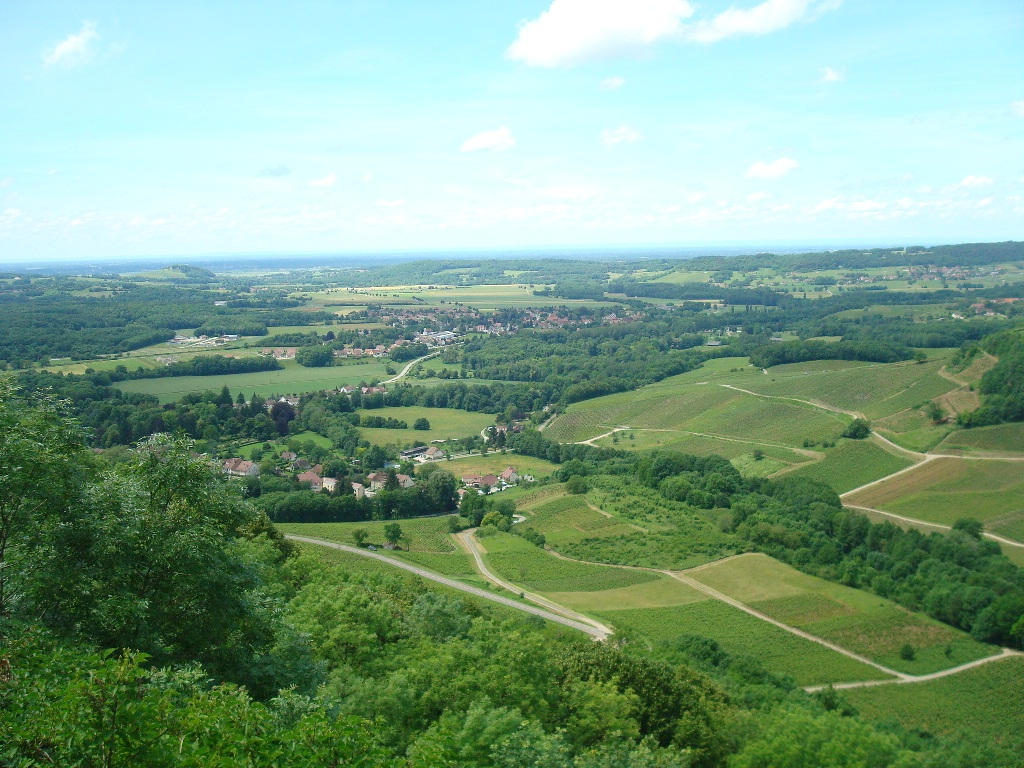
Vue de la plaine et du vignoble.

Le village est traversé par la route départementale D5 qui va de Champagnole (26 km) à Voiteur (4 km).

### Climat
Pour un article plus général, voir Climat du département du Jura.
En 2010, le climat de la commune est de type climat de montagne, selon une étude du Centre national de la recherche scientifique s'appuyant sur une série de données couvrant la période 1971-2000. En 2020, Météo-France publie une typologie des climats de la France métropolitaine dans laquelle la commune est exposée à un climat semi-continental et est dans la région climatique  Jura, caractérisée par une forte pluviométrie en toutes saisons (1 000 à 1 500 mm/an), des hivers rigoureux et un ensoleillement médiocre. 
Pour la période 1971-2000, la température annuelle moyenne est de 10,3 °C, avec une amplitude thermique annuelle de 17,2 °C. Le cumul annuel moyen de précipitations est de 1 364 mm, avec 13,5 jours de précipitations en janvier et 9,1 jours en juillet. Pour la période 1991-2020, la température moyenne annuelle observée sur la station météorologique de Météo-France la plus proche, « Le Fied_sapc », sur la commune du Fied à 7 km à vol d'oiseau, est de 9,8 °C et le cumul annuel moyen de précipitations est de 1 434,5 mm. 
La température maximale relevée sur cette station est de 37,3 °C, atteinte le 19 juillet 2022 ; la température minimale est de −28,4 °C, atteinte le 20 décembre 2009,,. 
Les paramètres climatiques de la commune ont été estimés pour le milieu du siècle (2041-2070) selon différents scénarios d'émission de gaz à effet de serre à partir des nouvelles projections climatiques de référence DRIAS-2020. Ils sont consultables sur un site dédié publié par Météo-France en novembre 2022.

## Urbanisme

### Typologie
Au 1er janvier 2024, Château-Chalon est catégorisée commune rurale à habitat dispersé, selon la nouvelle grille communale de densité à sept niveaux définie par l'Insee en 2022.
Elle est située hors unité urbaine. Par ailleurs la commune fait partie de l'aire d'attraction de Lons-le-Saunier, dont elle est une commune de la couronne,. Cette aire, qui regroupe 139 communes, est catégorisée dans les aires de 50 000 à moins de 200 000 habitants,.

### Occupation des sols
L'occupation des sols de la commune, telle qu'elle ressort de la base de données européenne d’occupation biophysique des sols Corine Land Cover (CLC), est marquée par l'importance des forêts et milieux semi-naturels (51,6 % en 2018), une proportion sensiblement équivalente à celle de 1990 (51,9 %). La répartition détaillée en 2018 est la suivante : 
forêts (51,6 %), terres arables (29,9 %), cultures permanentes (9 %), prairies (5 %), zones agricoles hétérogènes (4,4 %). L'évolution de l’occupation des sols de la commune et de ses infrastructures peut être observée sur les différentes représentations cartographiques du territoire : la carte de Cassini (XVIIIe siècle), la carte d'état-major (1820-1866) et les cartes ou photos aériennes de l'IGN pour la période actuelle (1950 à aujourd'hui).

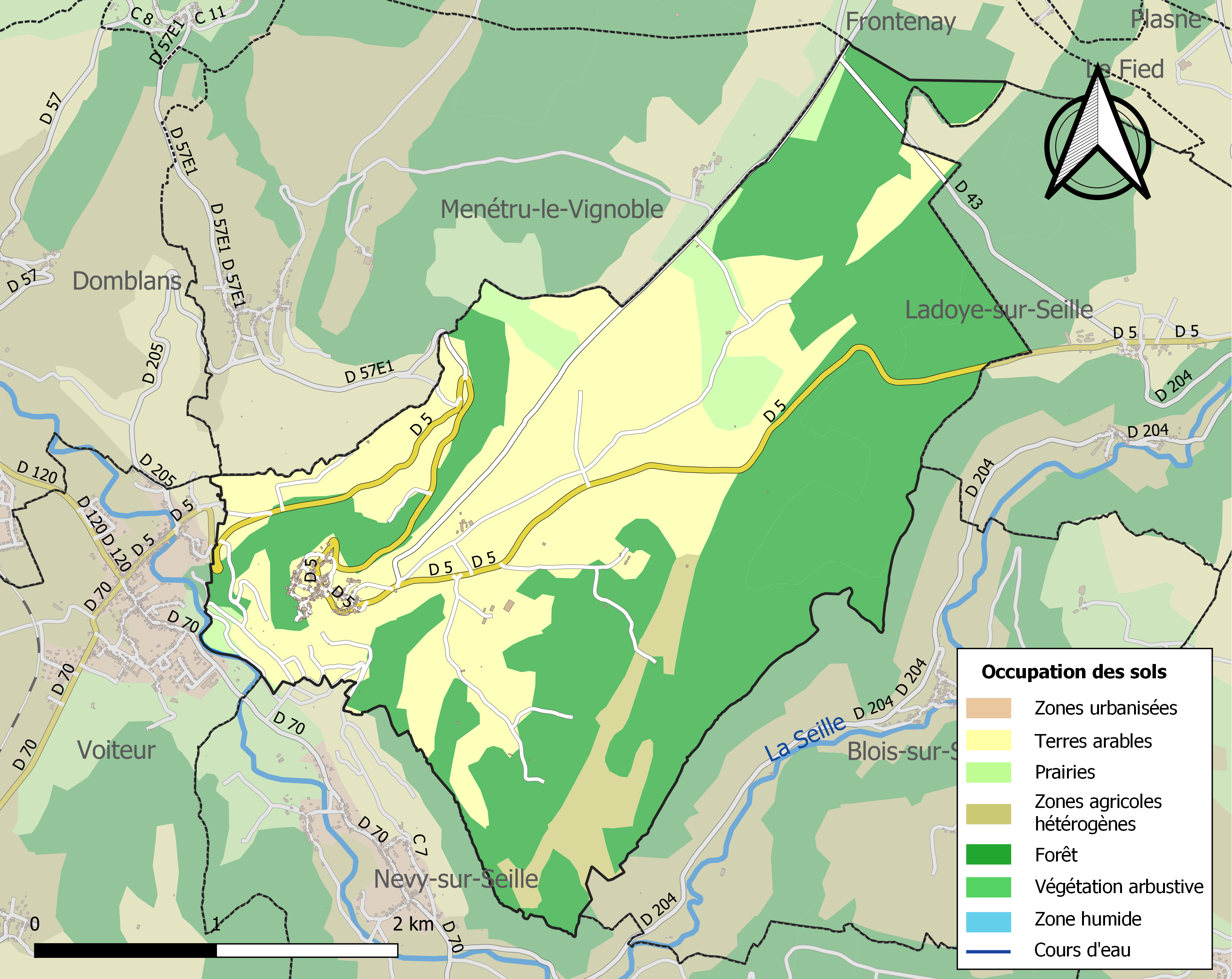
Carte des infrastructures et de l'occupation des sols de la commune en 2018 (CLC).

## Économie
L'économie locale est essentiellement basée sur l'exploitation des 1 016 hectares de terre de la commune :
- 58 ha de terres viticoles ;
- 440 ha de terres agricoles ;
- 495 ha de forêts ;
- 24 ha de divers.

Une partie de l'économie locale bénéficie du tourisme jurassien, avec entre autres, restauration et gîtes et chambres d'hôtes : le relais des Abbesses, la maison d'Eusébia, tnature, la maison d'Adèle...

## Histoire
Le vignoble du Jura de Château-Chalon et des villages environnants est reconnu et apprécié depuis l'ère gauloise Séquanes et s'est développé sous l'influence de l'empire romain. L'empereur romain Probus ordonna par un édit en l'an 280 que l'on plantât beaucoup de vignes sur les collines favorables de Séquanie (ancienne Franche-Comté Celte / gauloise), vu le succès du vin de ce vignoble.
Depuis le royaume de Bourgogne de l'empire carolingien, à la Révolution française, l'abbaye de Château-Chalon du VIIe siècle, résidence d’une vingtaine de sœurs bénédictines, puis d'une vingtaine de chanoinesses séculières de haute noblesse devant justifier d'au moins 16 quartiers de noblesse, est implantée dans Château-Chalon. Elle est accolée à l'église Saint-Pierre de Château-Chalon, alliance du premier art roman et du premier gothique, en toit de laves, du XIe siècle, construite sur les emplacements du Puits Saint-Pierre et sur l'ancienne abbatiale Notre-Dame à ce jour disparue.

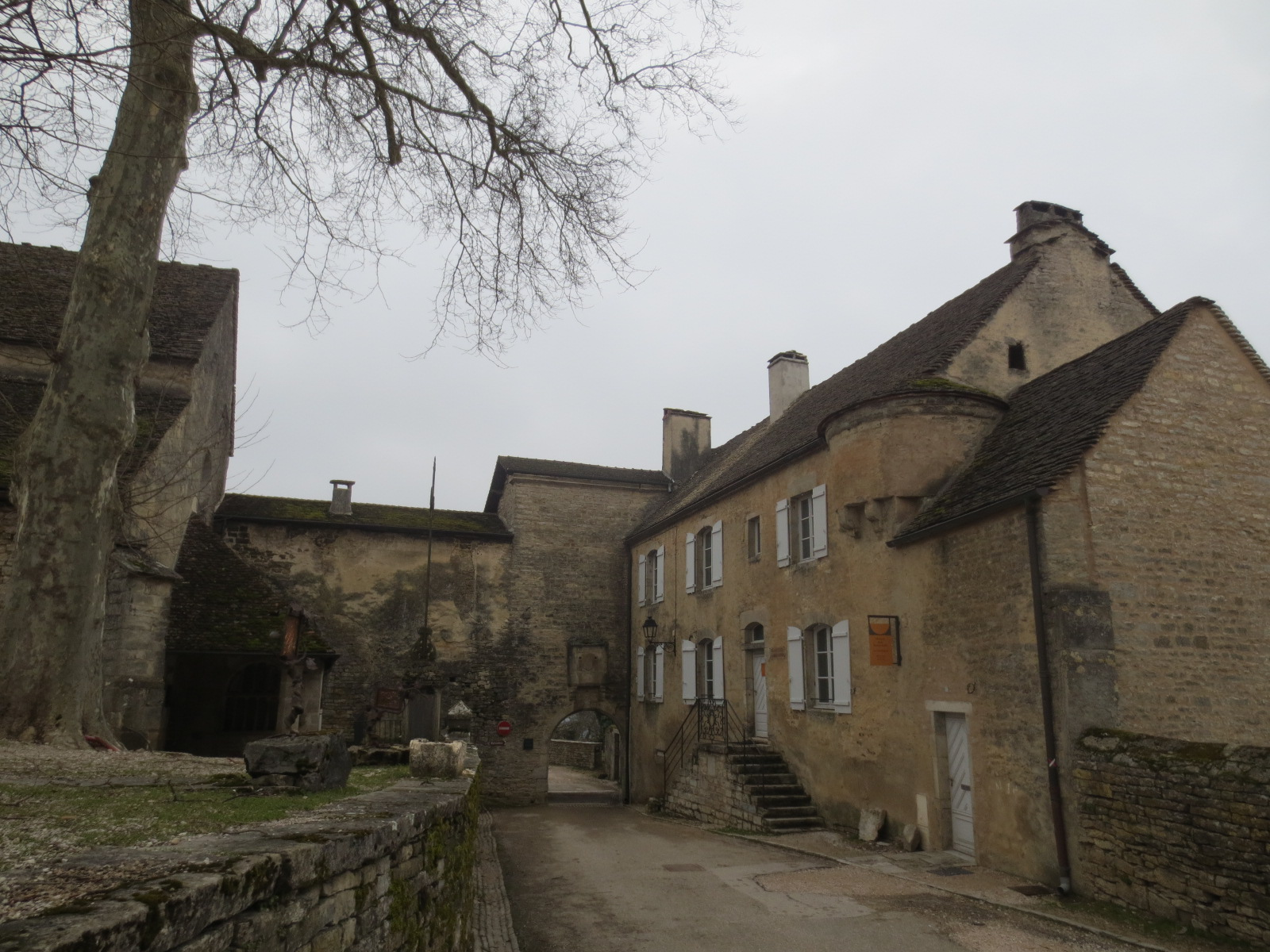
Porte de l'abbaye, et maison du Froid-Pignon du confesseur de l'abbaye
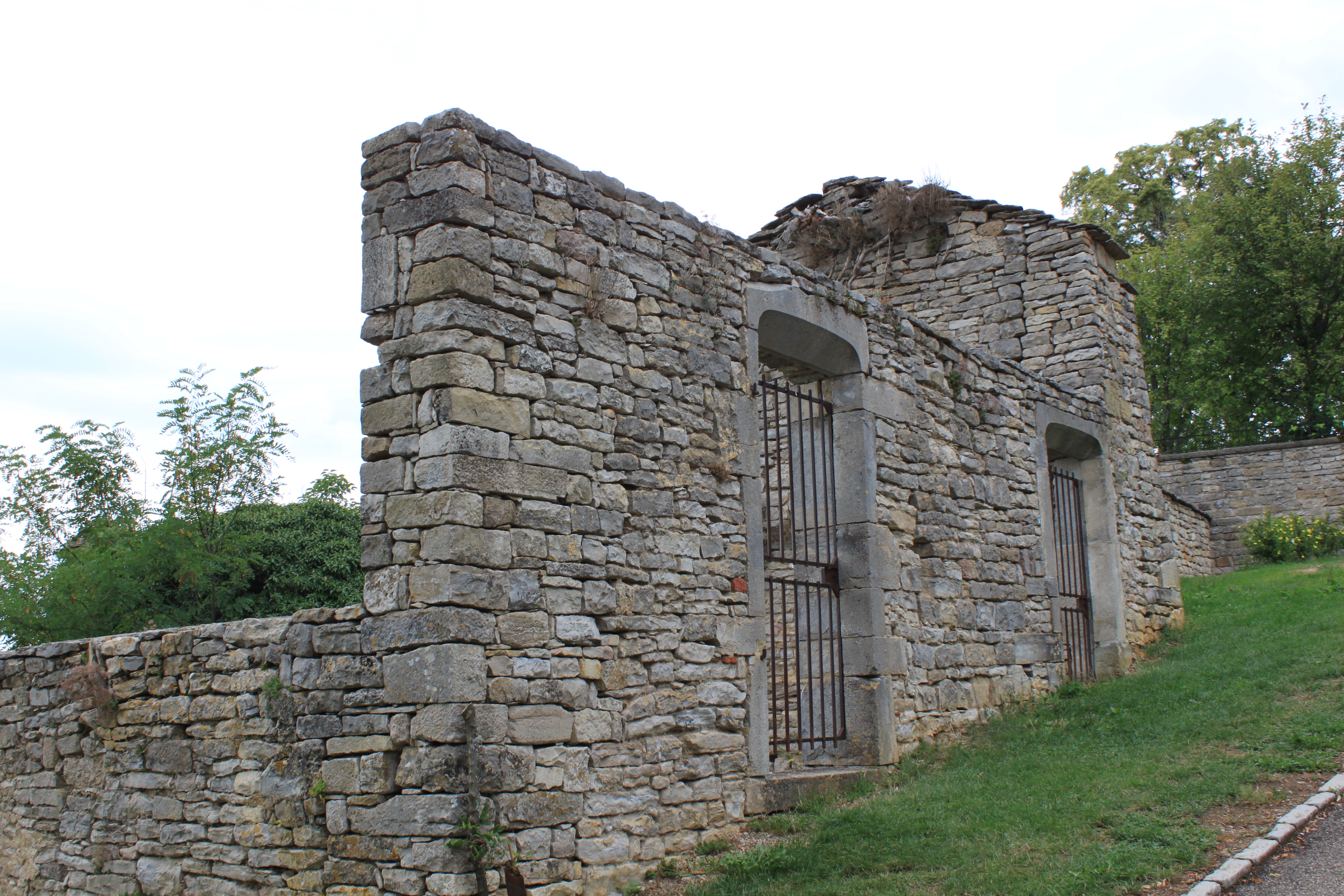
Vestige de la demeure de Mademoiselle de la Poype
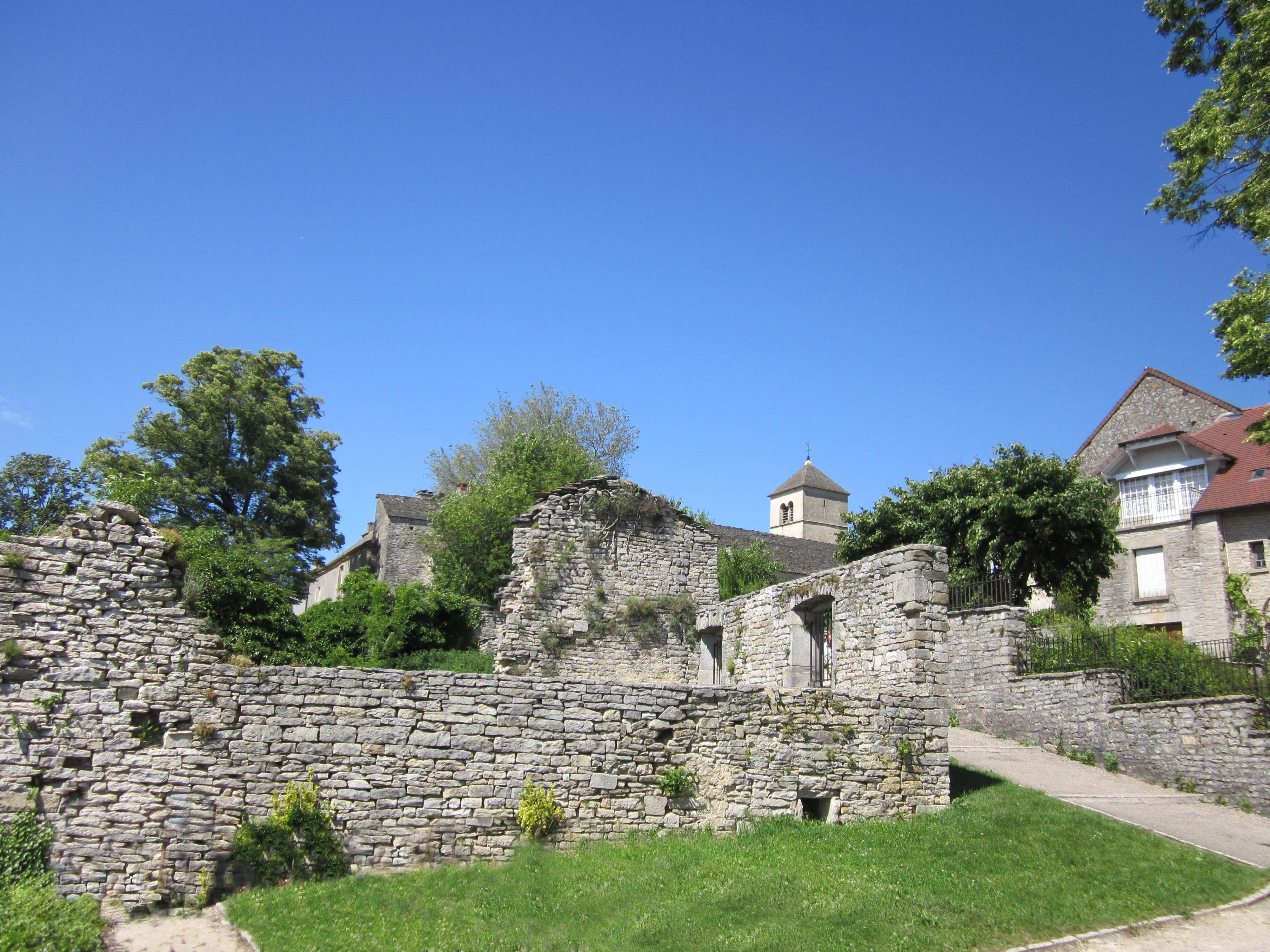
Demeure de Mademoiselle de la Poype en 1792
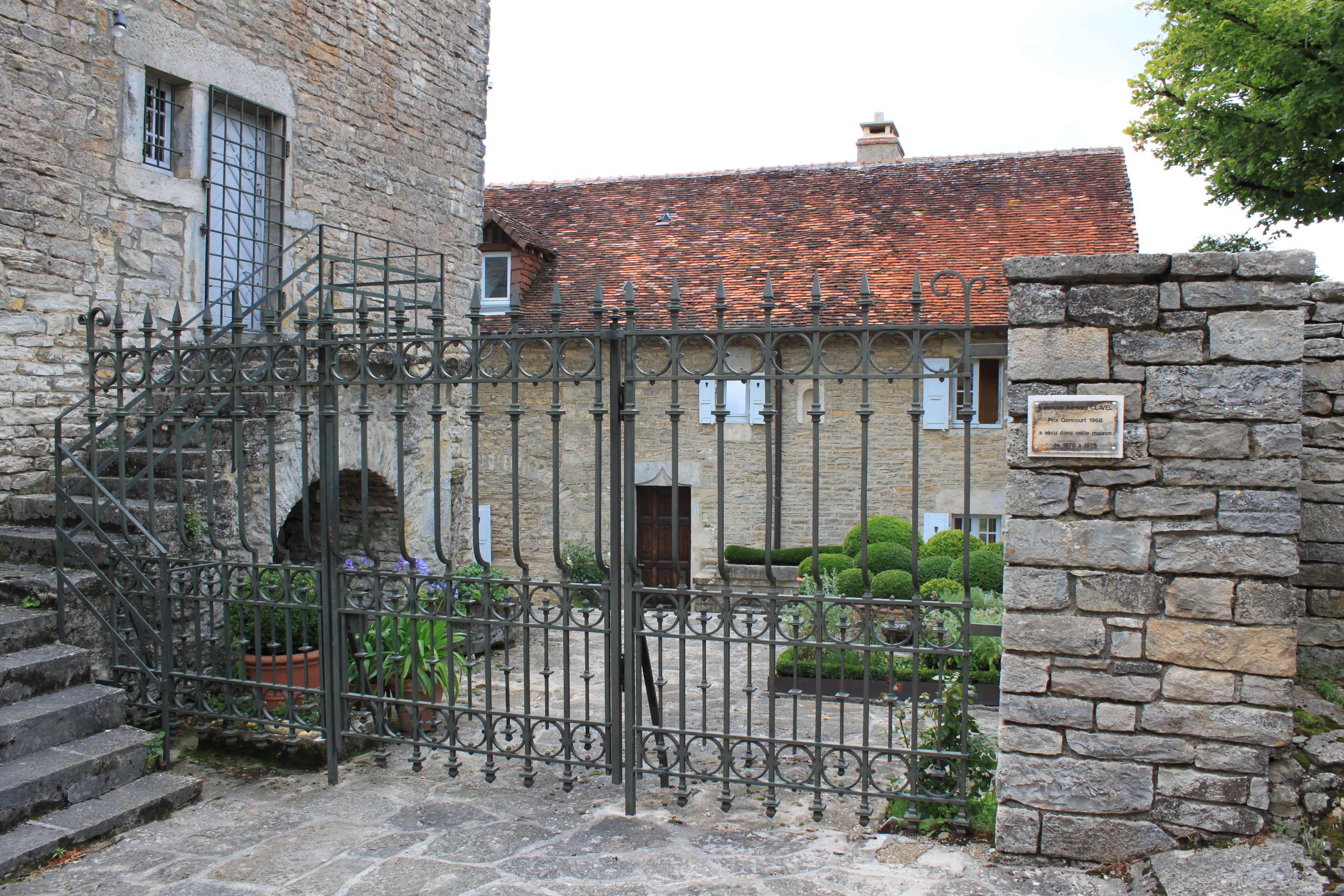
Ancienne maison de Bernard Clavel
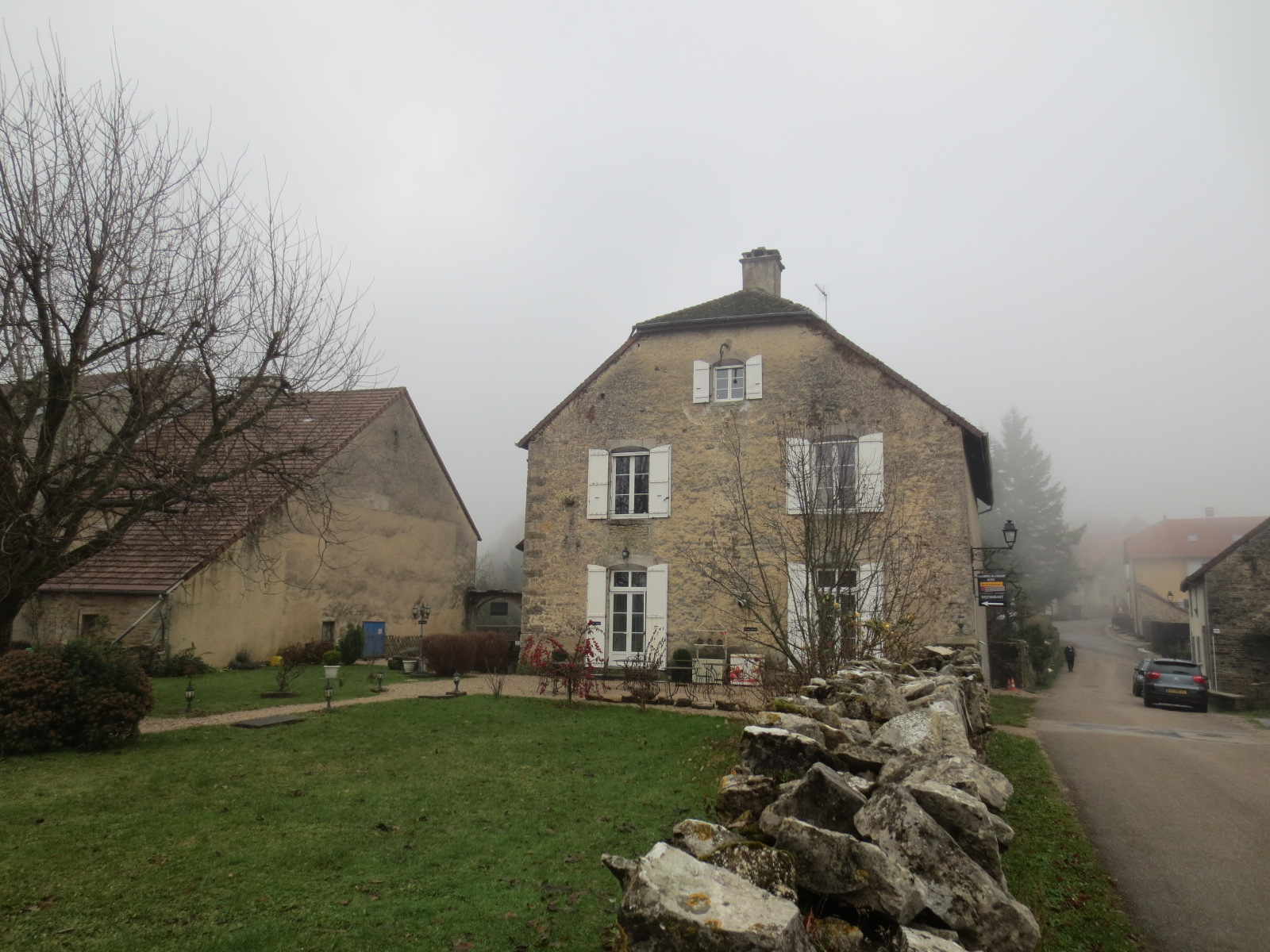
Maison Eusebia, épouse du patrice Norbert, fondateur légendaire de l'abbaye

Le château fort de Château-Chalon (un des plus anciens de Franche Comté, dont il ne reste que quelques rares vestiges de ses remparts et de son donjon) est fondé au IXe siècle par l’empereur carolingien Charles II le Chauve, reconstruit au XIIIe siècle par le comte Jean Ier de Chalon (1190-1267), fondateur de la puissante Maison de Chalon-Arlay, qui donne son nom à la cité.
Le 25 juillet 1637, durant la guerre franco-espagnole, Château-Chalon est prise par les troupes françaises de l'armée de Franche-Comté, dont fait partie le régiment de Montausier, commandé par Henri duc de Longueville.

## Politique et administration
| Période   | Période   | Identité            | Étiquette | Qualité                    |
| --------- | --------- | ------------------- | --------- | -------------------------- |
| mars 2001 | mars 2008 | Jean Berthet-Bondet |           |                            |
| mars 2008 | En cours  | Christian Vuillaume | DVG       | Retraité de l'enseignement |

## Démographie
L'évolution du nombre d'habitants est connue à travers les recensements de la population effectués dans la commune depuis 1793. Pour les communes de moins de 10 000 habitants, une enquête de recensement portant sur toute la population est réalisée tous les cinq ans, les populations de référence des années intermédiaires étant quant à elles estimées par interpolation ou extrapolation. Pour la commune, le premier recensement exhaustif entrant dans le cadre du nouveau dispositif a été réalisé en 2007.

En 2022, la commune comptait 146 habitants, en évolution de −1,35 % par rapport à 2016 (Jura : −0,81 %, France hors Mayotte : +2,11 %).
| 1793 | 1800 | 1806 | 1821 | 1831 | 1836 | 1841 | 1846 | 1851 |
| ---- | ---- | ---- | ---- | ---- | ---- | ---- | ---- | ---- |
| 641  | 744  | 718  | 647  | 677  | 655  | 700  | 666  | 673  |

| 1856 | 1861 | 1866 | 1872 | 1876 | 1881 | 1886 | 1891 | 1896 |
| ---- | ---- | ---- | ---- | ---- | ---- | ---- | ---- | ---- |
| 647  | 597  | 608  | 568  | 591  | 551  | 565  | 541  | 472  |

| 1901 | 1906 | 1911 | 1921 | 1926 | 1931 | 1936 | 1946 | 1954 |
| ---- | ---- | ---- | ---- | ---- | ---- | ---- | ---- | ---- |
| 454  | 412  | 394  | 317  | 295  | 271  | 253  | 225  | 228  |

| 1962 | 1968 | 1975 | 1982 | 1990 | 1999 | 2006 | 2007 | 2012 |
| ---- | ---- | ---- | ---- | ---- | ---- | ---- | ---- | ---- |
| 207  | 192  | 160  | 156  | 153  | 160  | 166  | 167  | 153  |

| 2017 | 2022 | - | - | - | - | - | - | - |
| ---- | ---- | - | - | - | - | - | - | - |
| 146  | 146  | - | - | - | - | - | - | - |

De 700 habitants en 1600, le dépeuplement des campagnes a réduit la population à environ 150 habitants aujourd'hui (2011) avec pour la centaine de maisons que compte la commune, 35 % de celles-ci sont des résidences secondaires.

## Vignoble
L'appellation château-chalon (AOC) s'étend sur 50 hectares, sur les communes jurassiennes de Château-Chalon, Domblans, Menétru-le-Vignoble et Nevy-sur-Seille, avec le cépage unique Savagnin, vinifié en vin jaune. Vin en parfait accord avec la gastronomie franc-comtoise : truite au bleu, truite au vin jaune, poularde aux morilles avec une sauce au vin jaune, croûte aux morilles, coq au vin jaune, poulet à la comtoise, potée comtoise... ou se déguste avec du comté affiné coupé en petits dés, des noix fraîches, du foie gras ou des fruits secs...

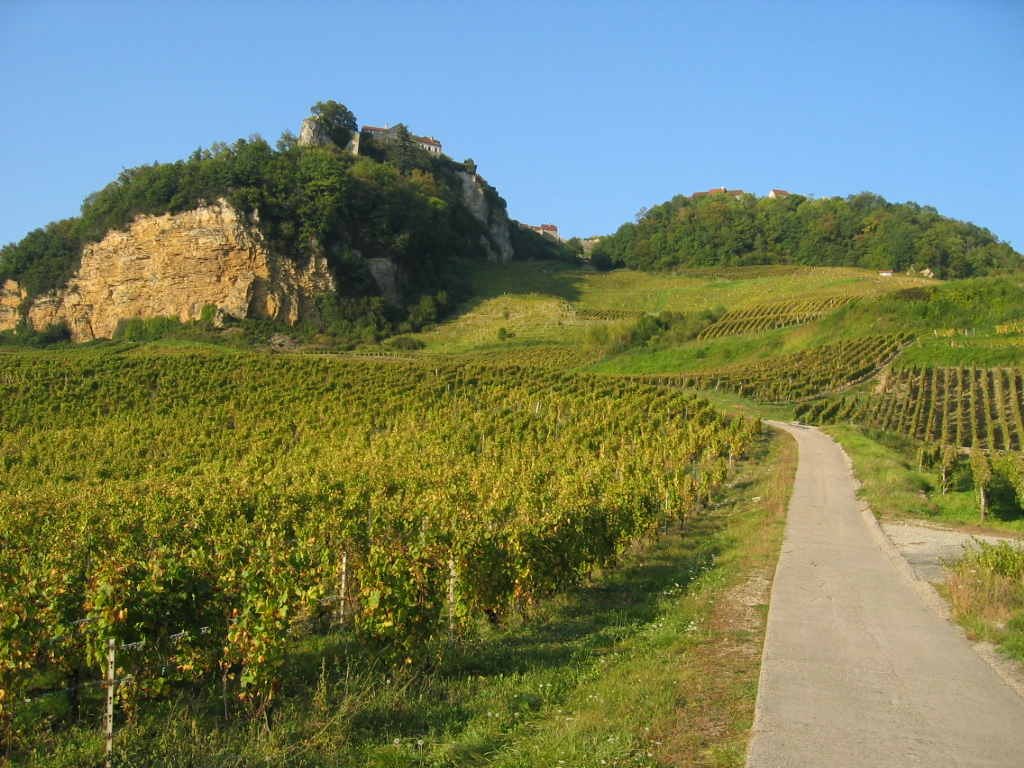
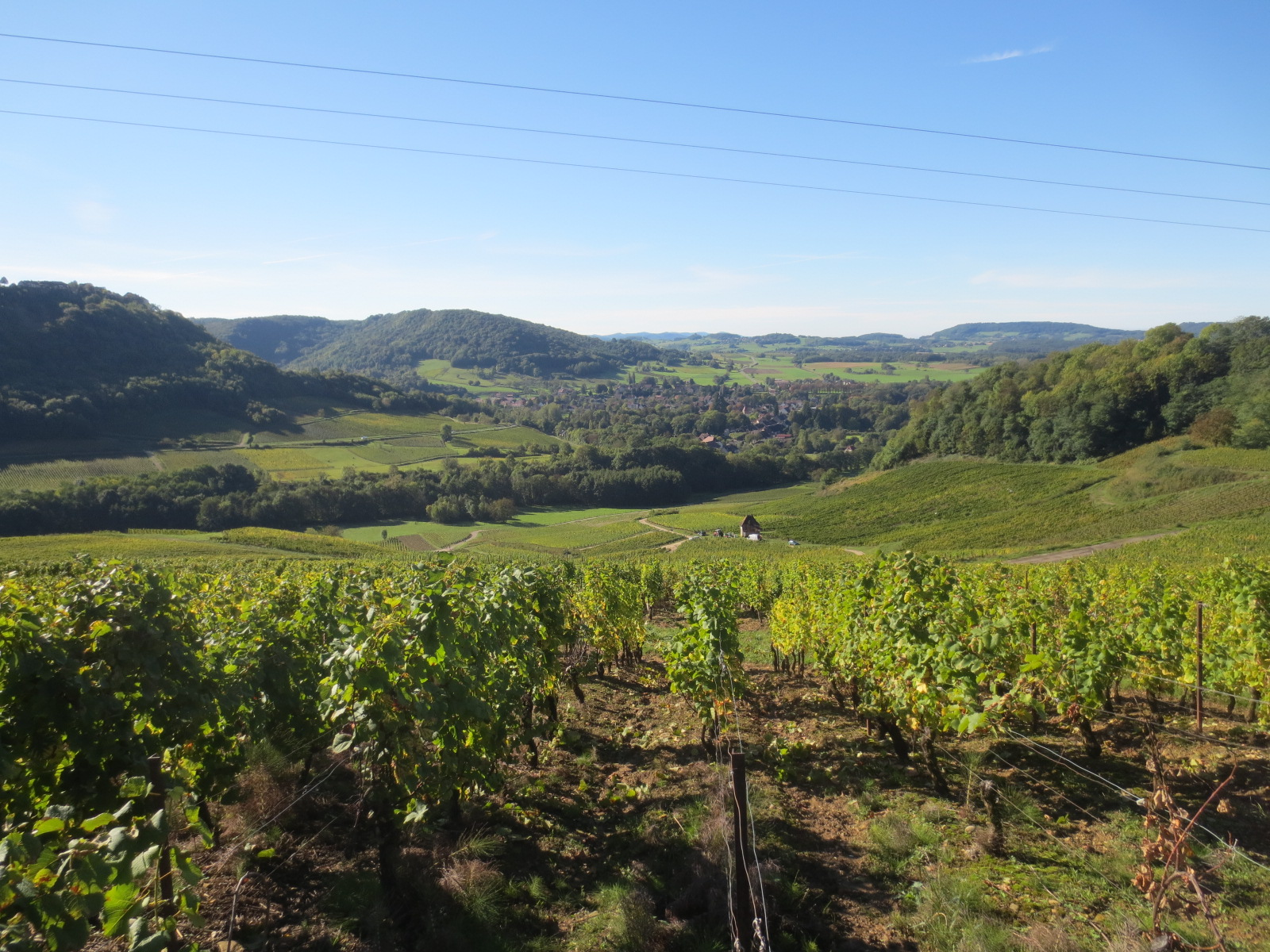
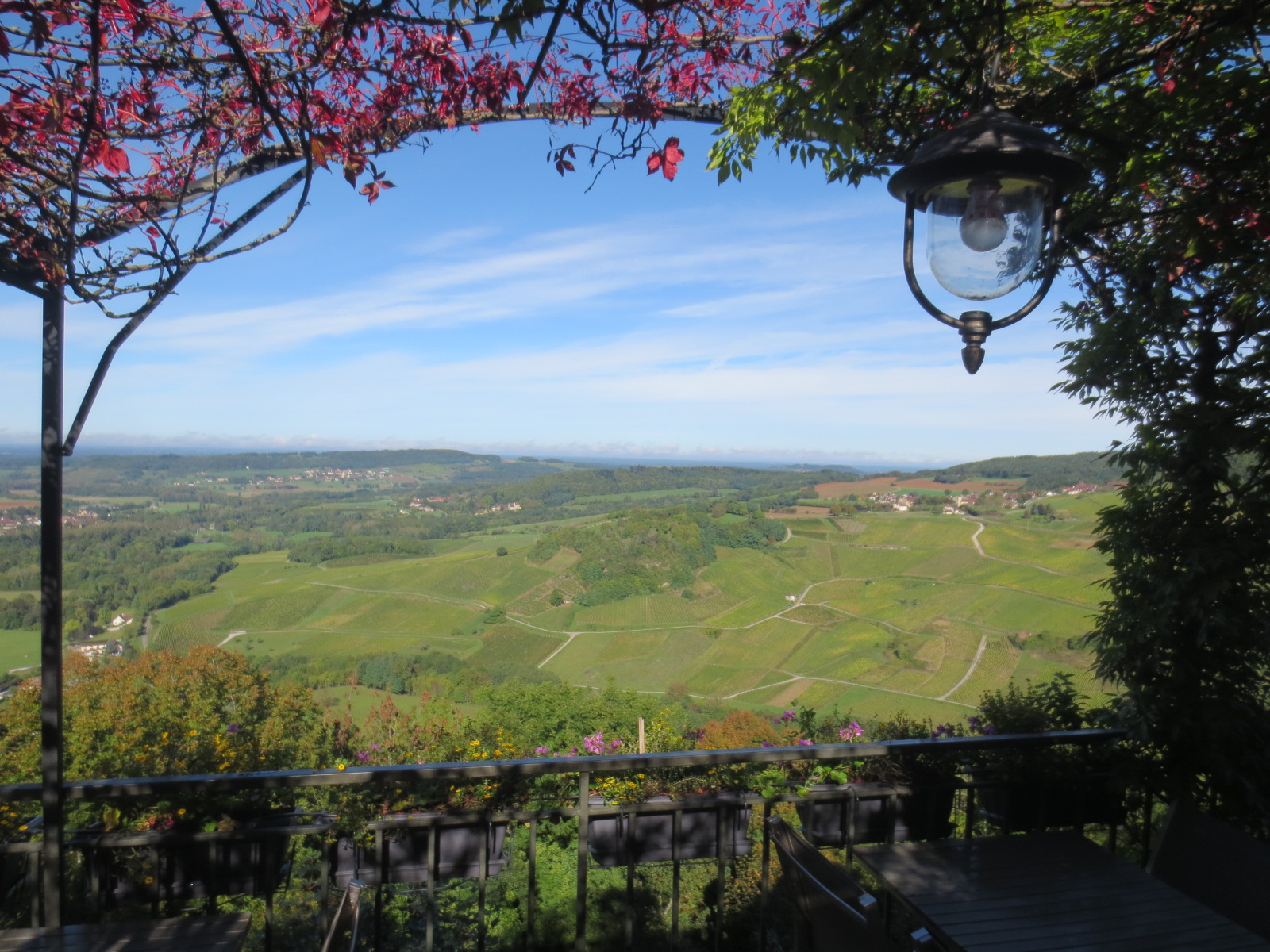
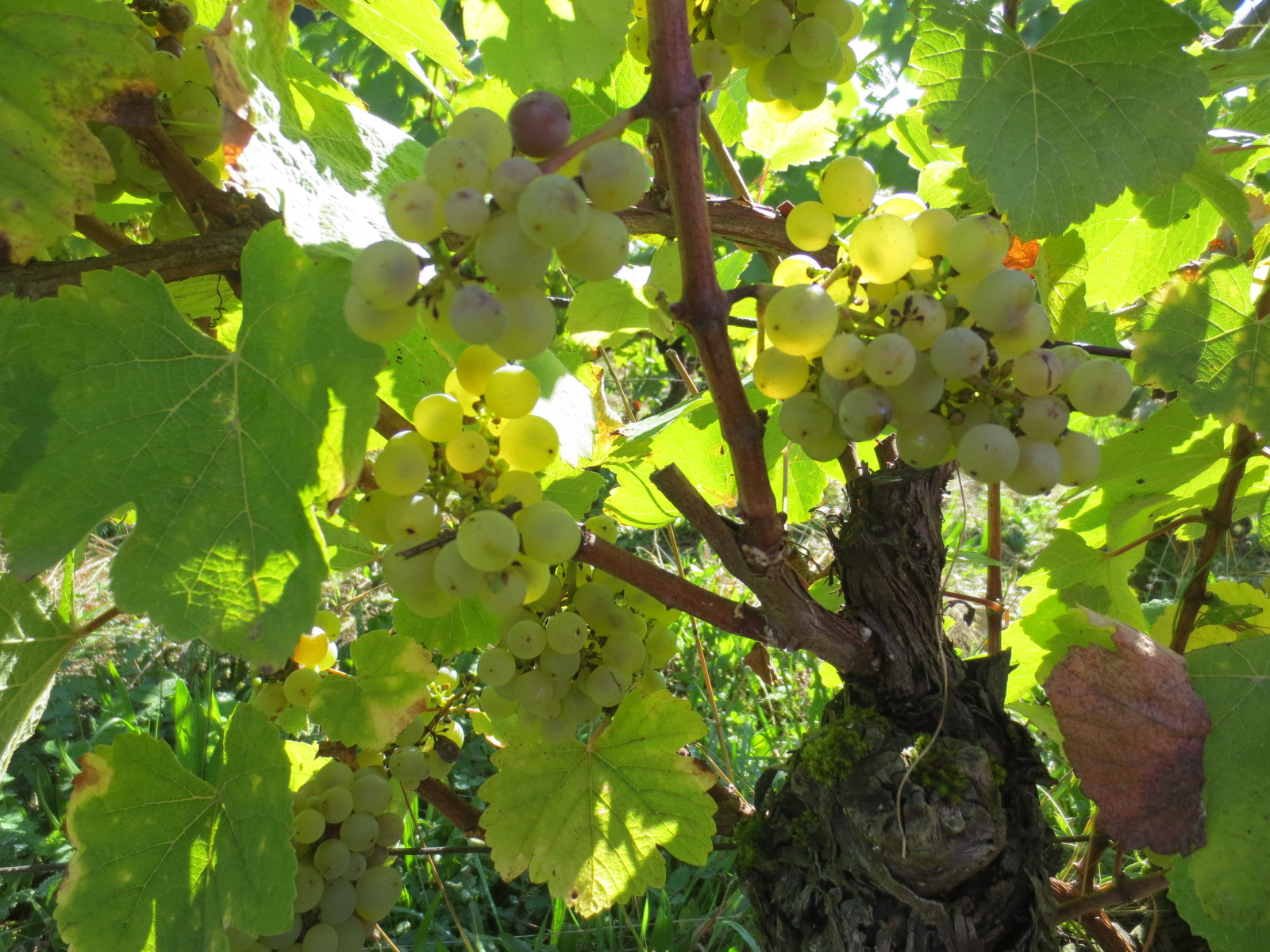
Cépage savagnin du Château-chalon (AOC)

Des recherches historiques tentent d'établir sans succès à ce jour, la date mystérieuse, probablement ancienne et antérieure au XVIIIe siècle (voir histoire du Clavelin) de la production du cépage savagnin et du vin jaune / Château-chalon (AOC), vin très particulier de haute qualité et de haute garde, fleuron du vignoble du Jura (une légende locale prête l'introduction du savagnin, et la découverte de la méthode de vinification du vin jaune, aux chanoinesses de l'abbaye de Château-Chalon du VIIe siècle).

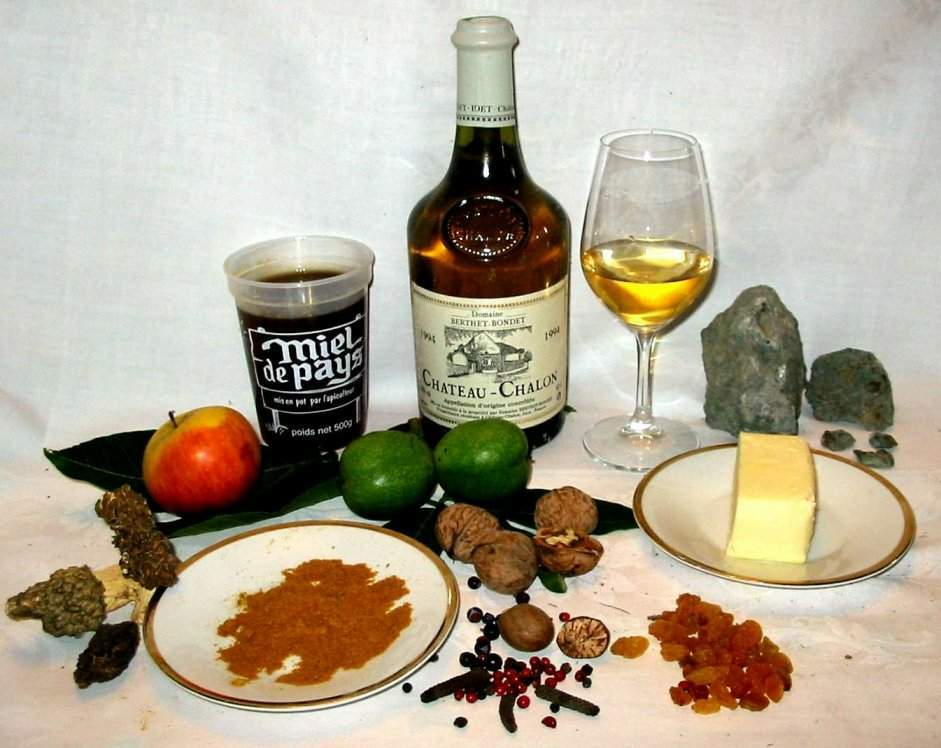
Clavelin de vin jaune Château-chalon (AOC), et différentes composantes œnologiques
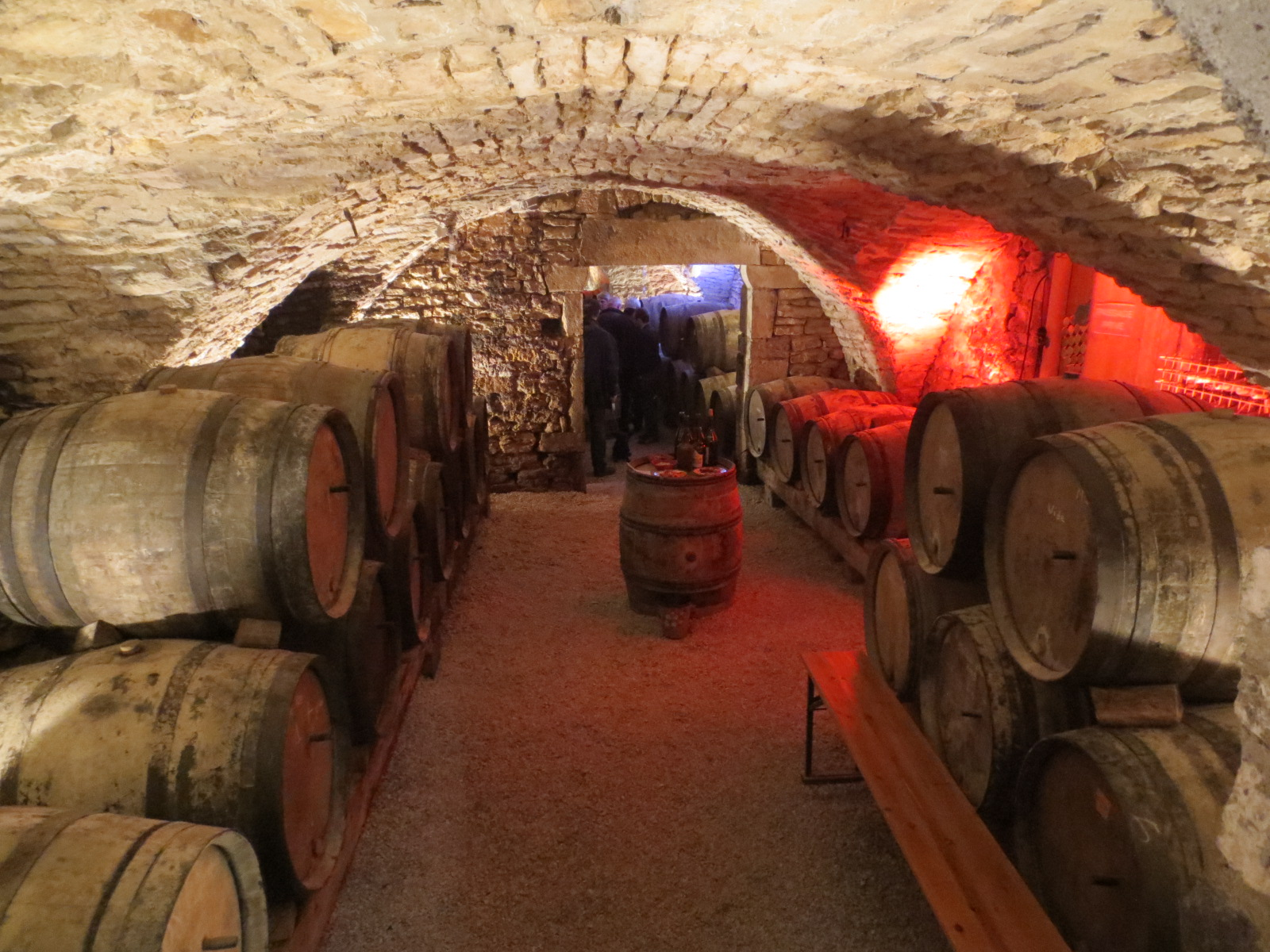
Cave viticole voûtée traditionnelle
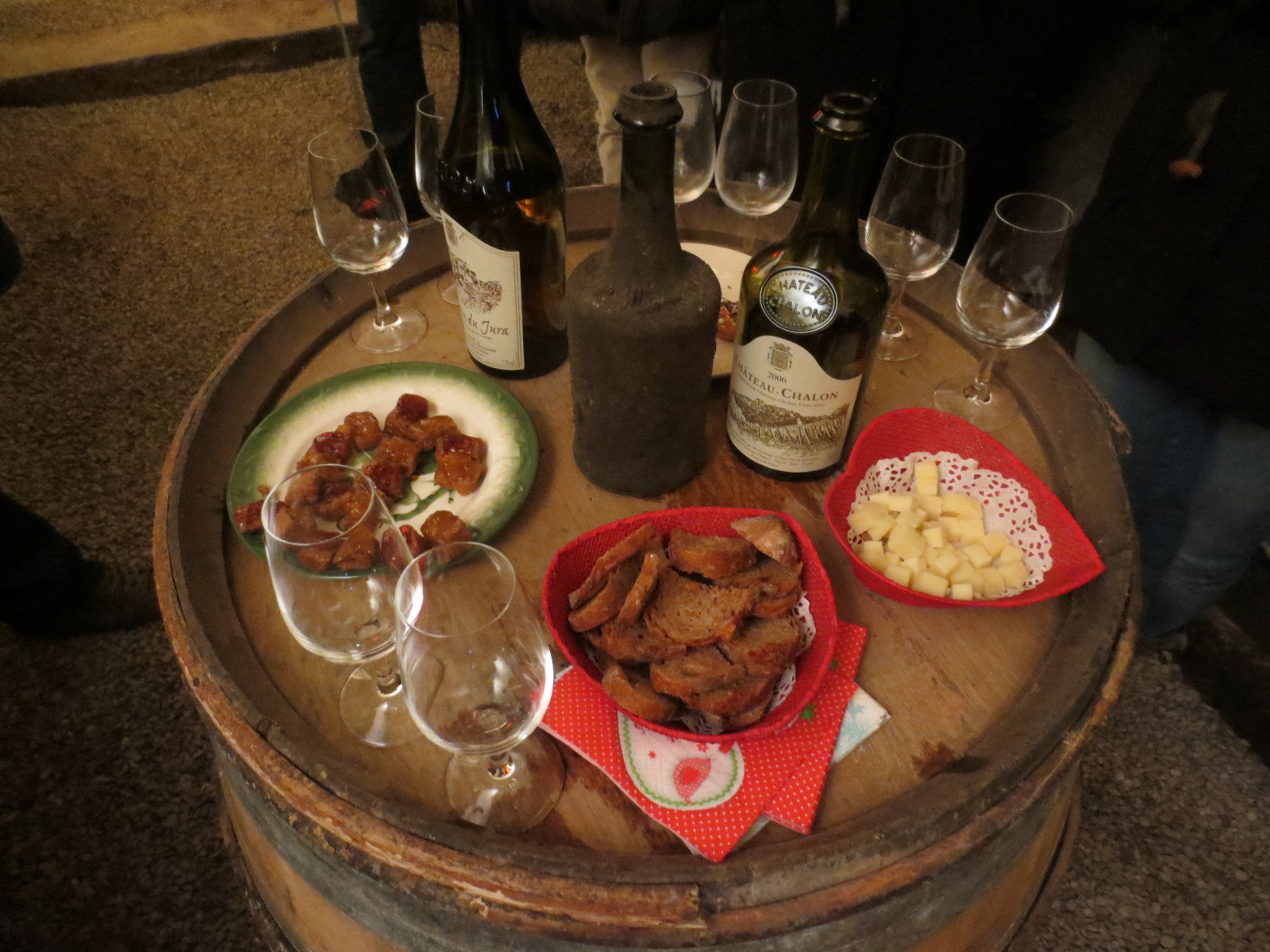
Dégustation de Château-chalon (AOC) en cave
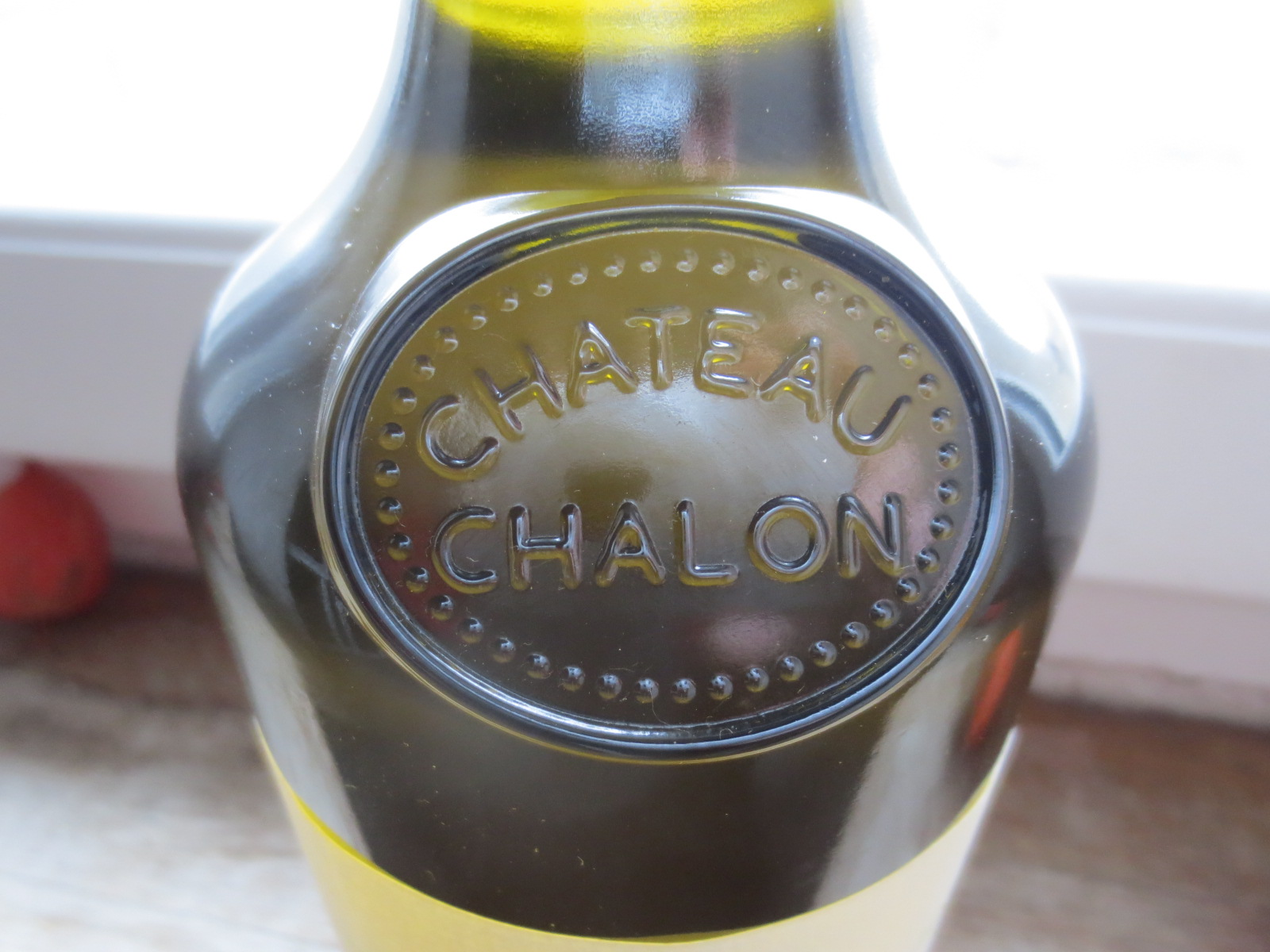
Clavelin de vin jaune, estampillé Château-chalon (AOC)

La commune de château-Chalon (AOC) compte 8 vignerons:
- Berthet-Bondet Jean ;
- Credoz Jean-Claude ;
- Domaine Geneletti (David) ;
- Domaine Macle (Jean) ;
- Guigneret Franck ;
- Mutiaux Michèle ;
- Rizzi Gabrielle ;
- Salvadori Jean-Pierre.

## Personnalités liées à la commune
- Le comte Jean Ier de Chalon (1190-1267), fondateur de la Maison de Chalon-Arlay, et du Château fort de Chateau-Chalon, qui donne son nom à la cité.
- Bernard Clavel (1923-2010) : romancier contemporain du XXIe siècle, qui y possède une maison entre 1970 et 1975.
- Jacques Monory, Bernard Moninot : artistes peintres contemporains ayant une résidence dans cette commune.
- Michel Crespin (1940-2014) : concepteur, metteur en scène et scénographe urbain, considéré comme le père des arts de la rue, y résidait jusqu'à son décès.

## Lieux et monuments
La commune jouit d'un secteur sauvegardé depuis 1971. Ce dernier englobe une zone de 500 m de rayon autour de l'église.

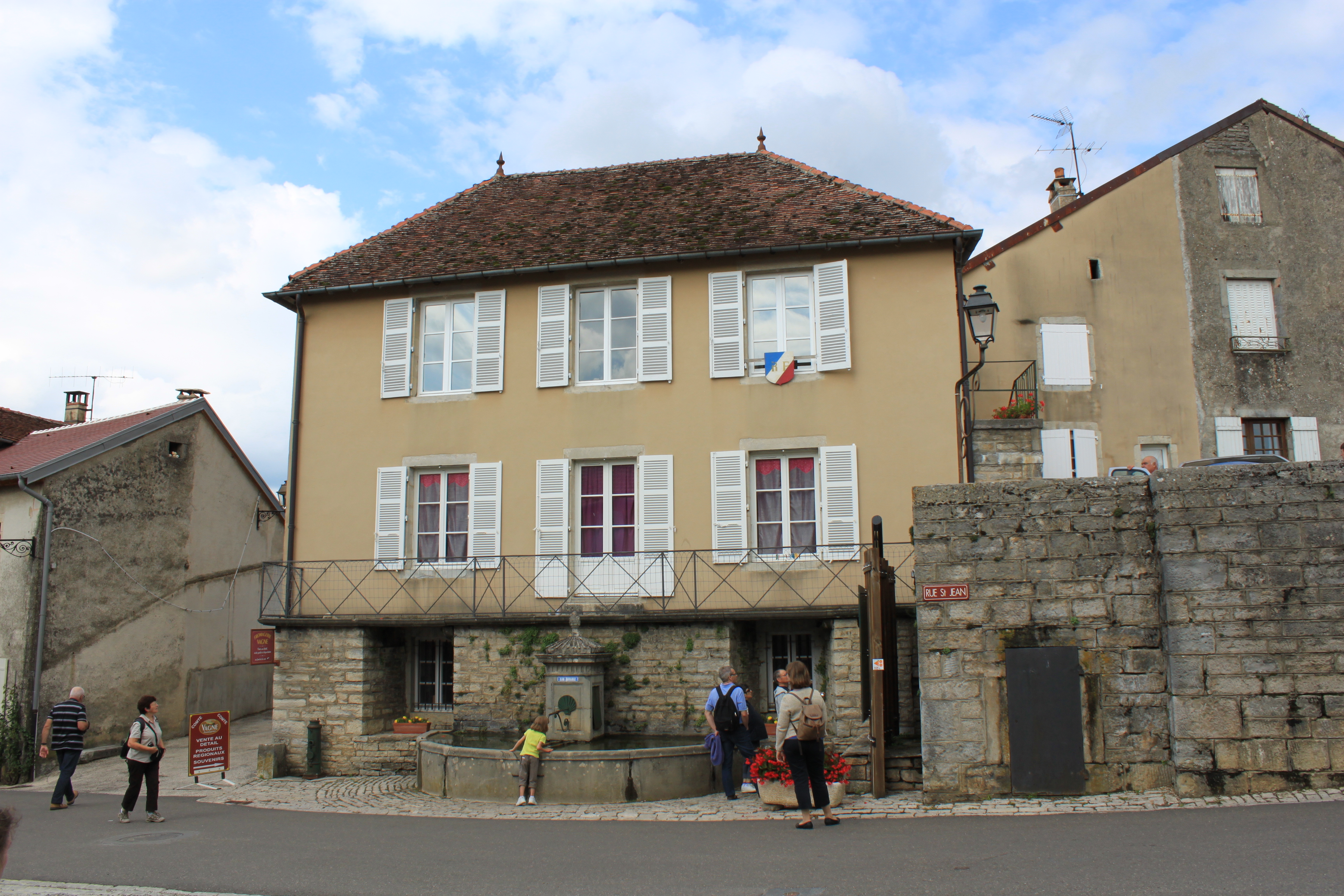
Mairie de Château-Chalon
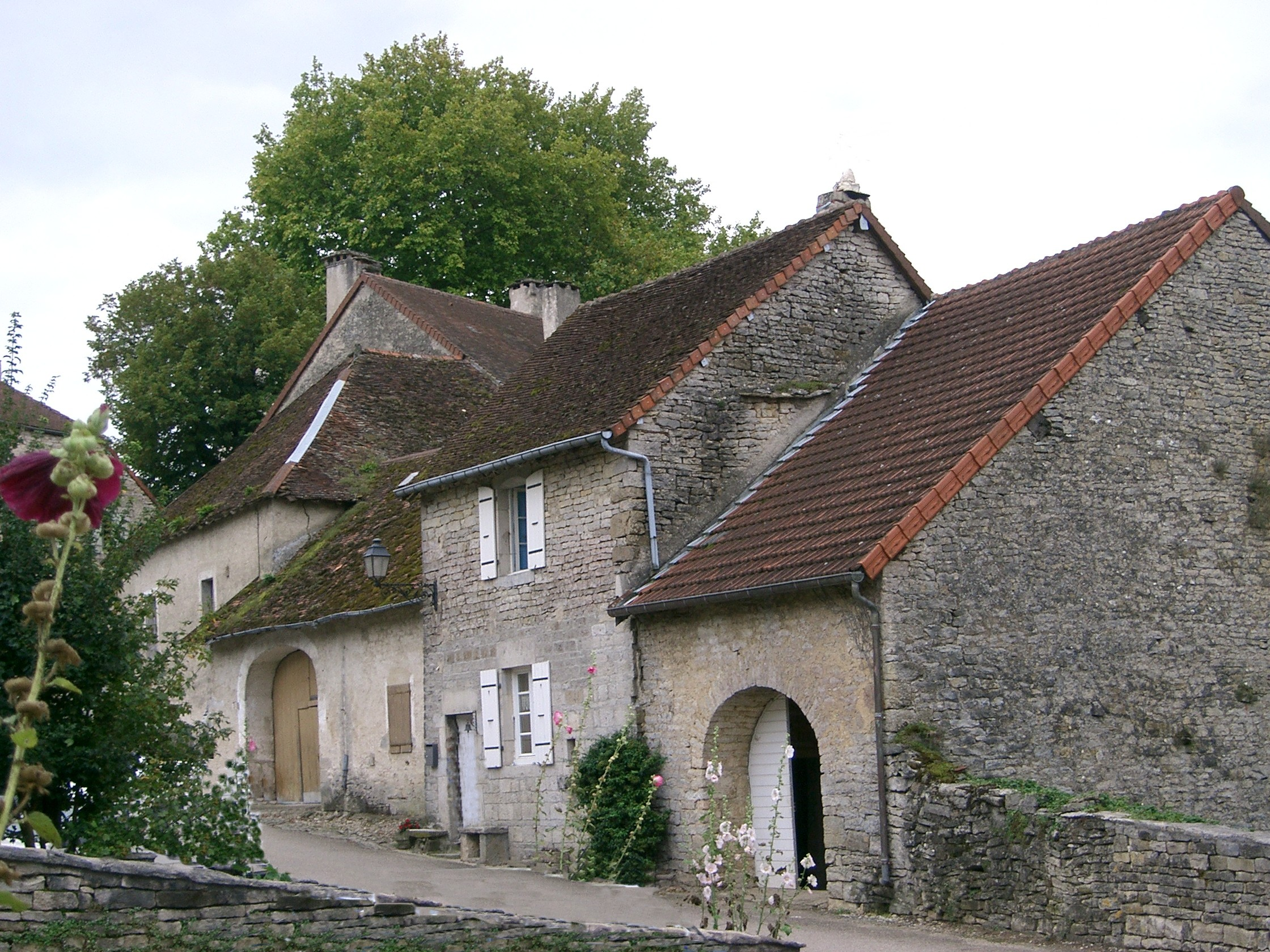
Maisons anciennes
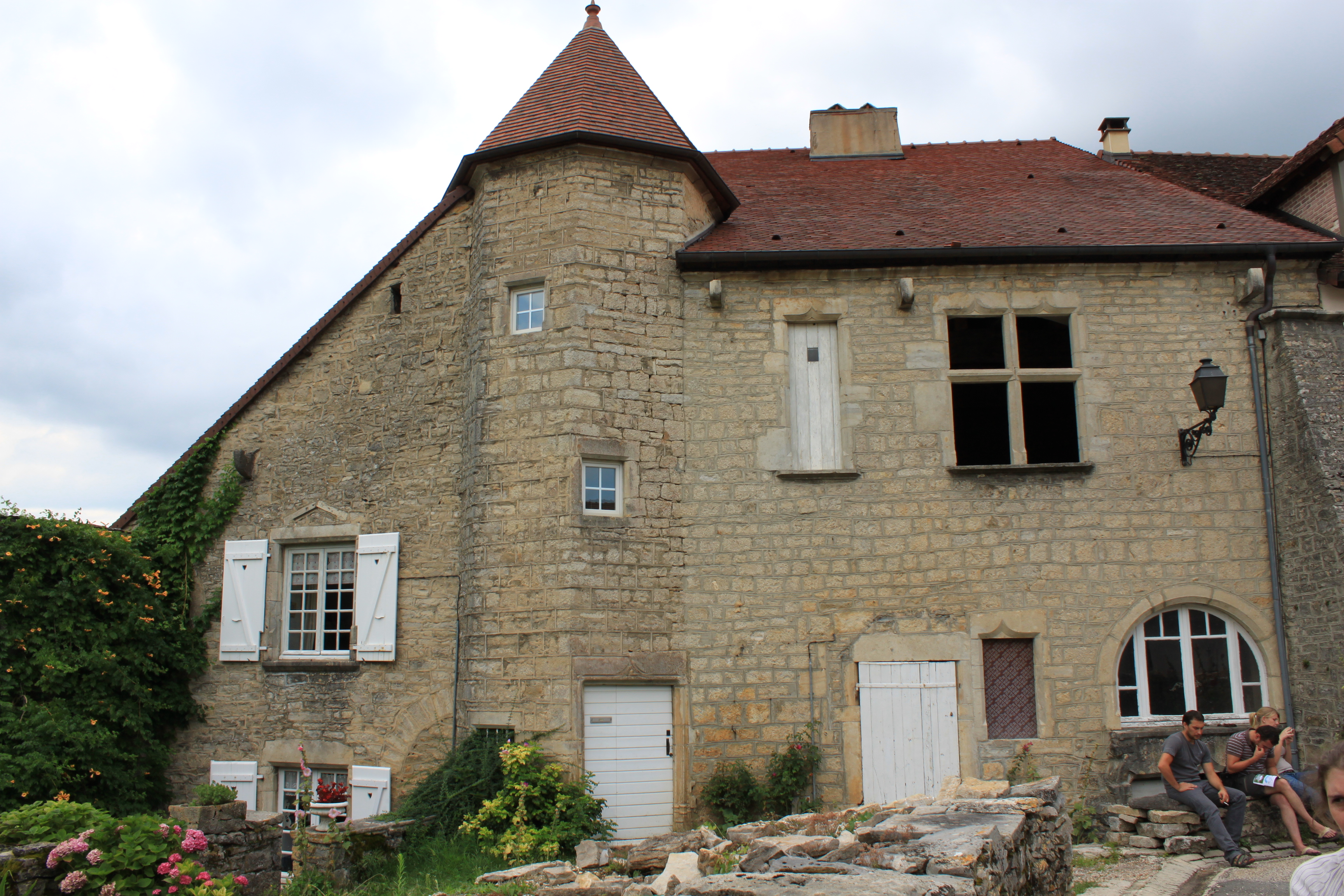
Façade médiévale
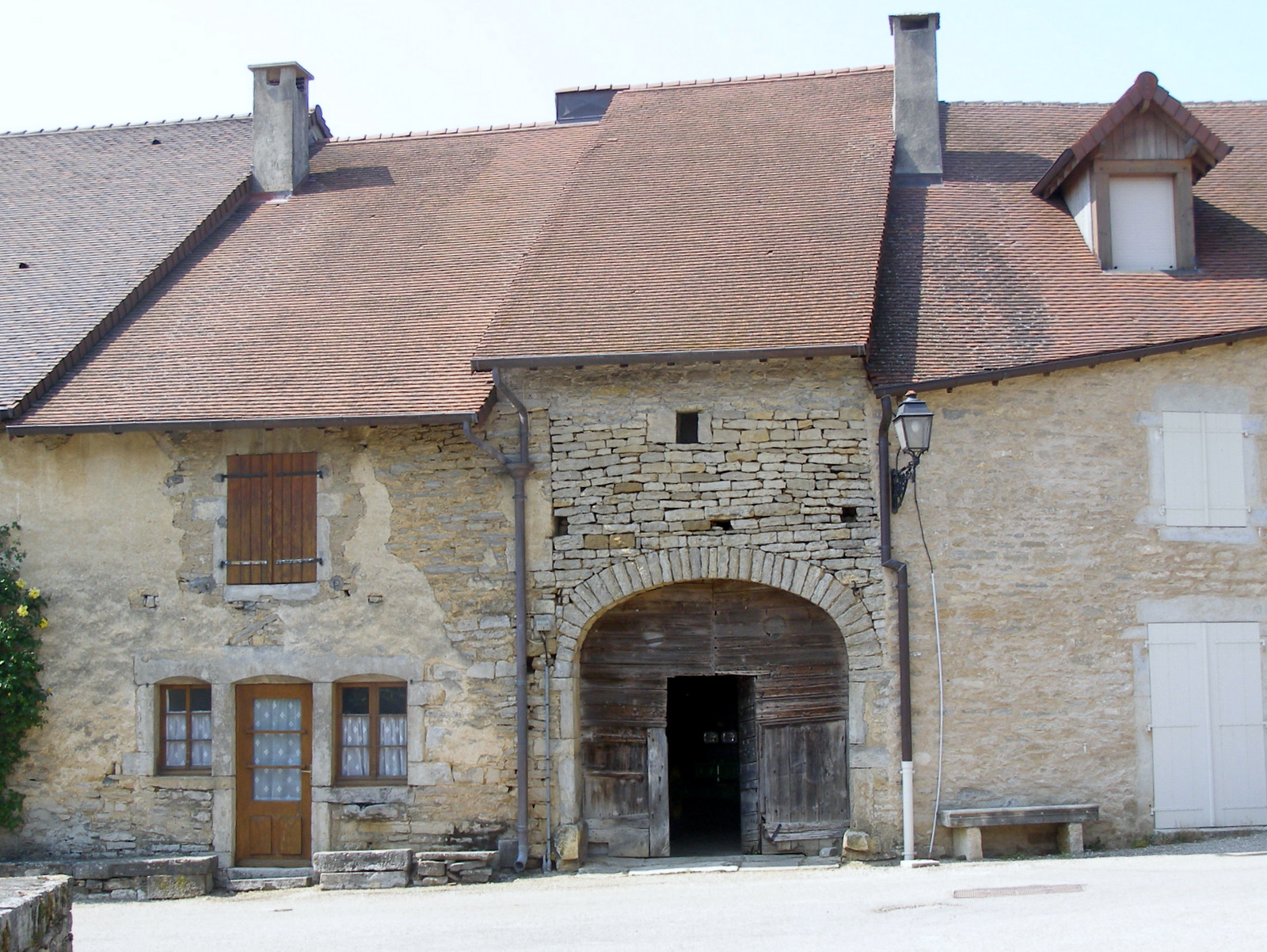
Grange entre deux maisons
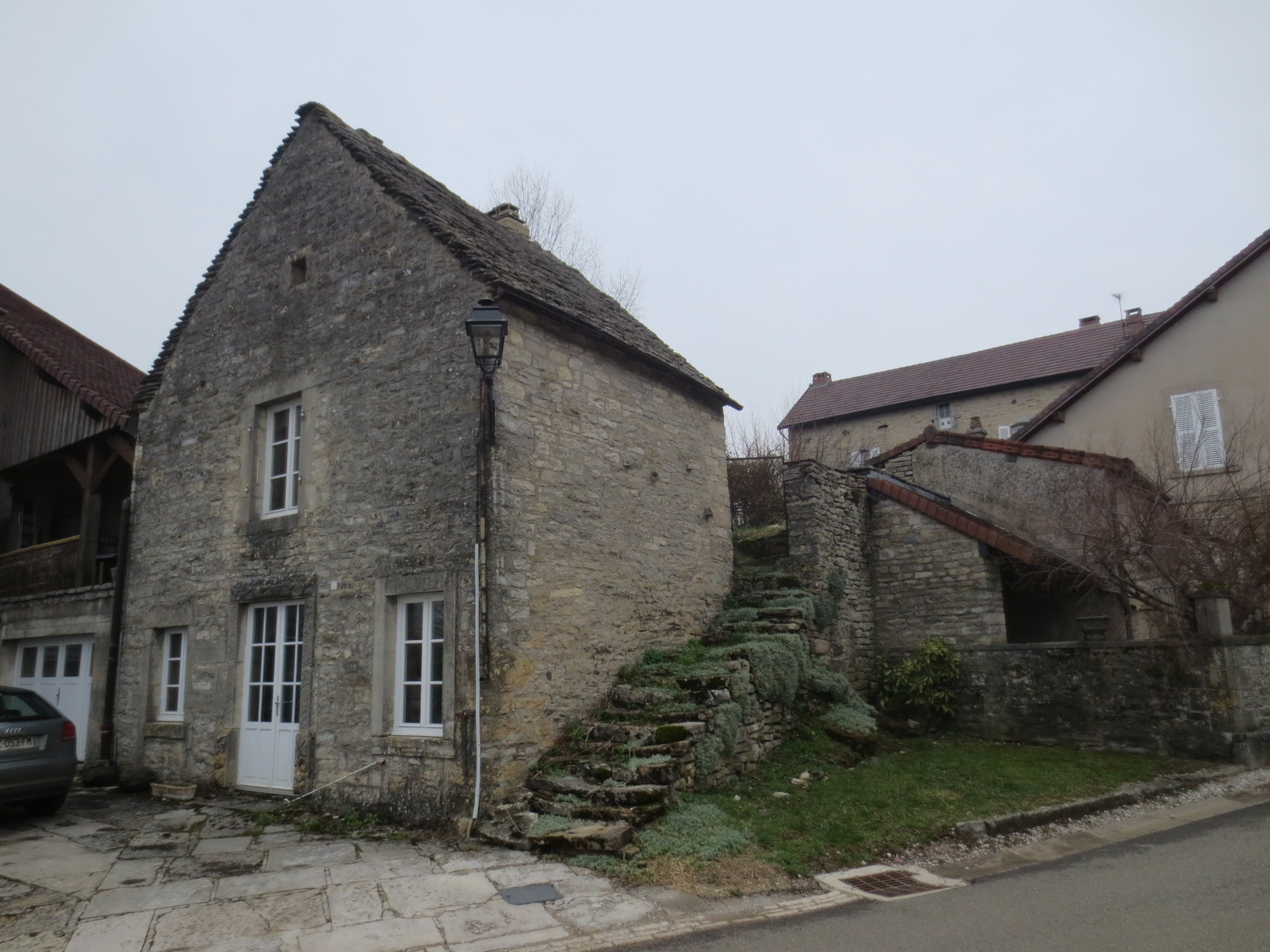
Maisons anciennes

### Musées
- Maison de la Haute-Seille, rue de l'Église, musée interactif et lieu de dégustation;
- Musée de la fromagerie ancienne, rue de la Roche;
- Musée de l'École d'Autrefois, au Belvédère de la Rochette, expose la vie écolière des années 1920.

### Patrimoine militaire
- Château fort de Chateau-Chalon (IXe siècle), vestiges des fortifications (XIIIe siècle), et du donjon (XVe siècle), inscrits à l'IGPC depuis 1943[19]

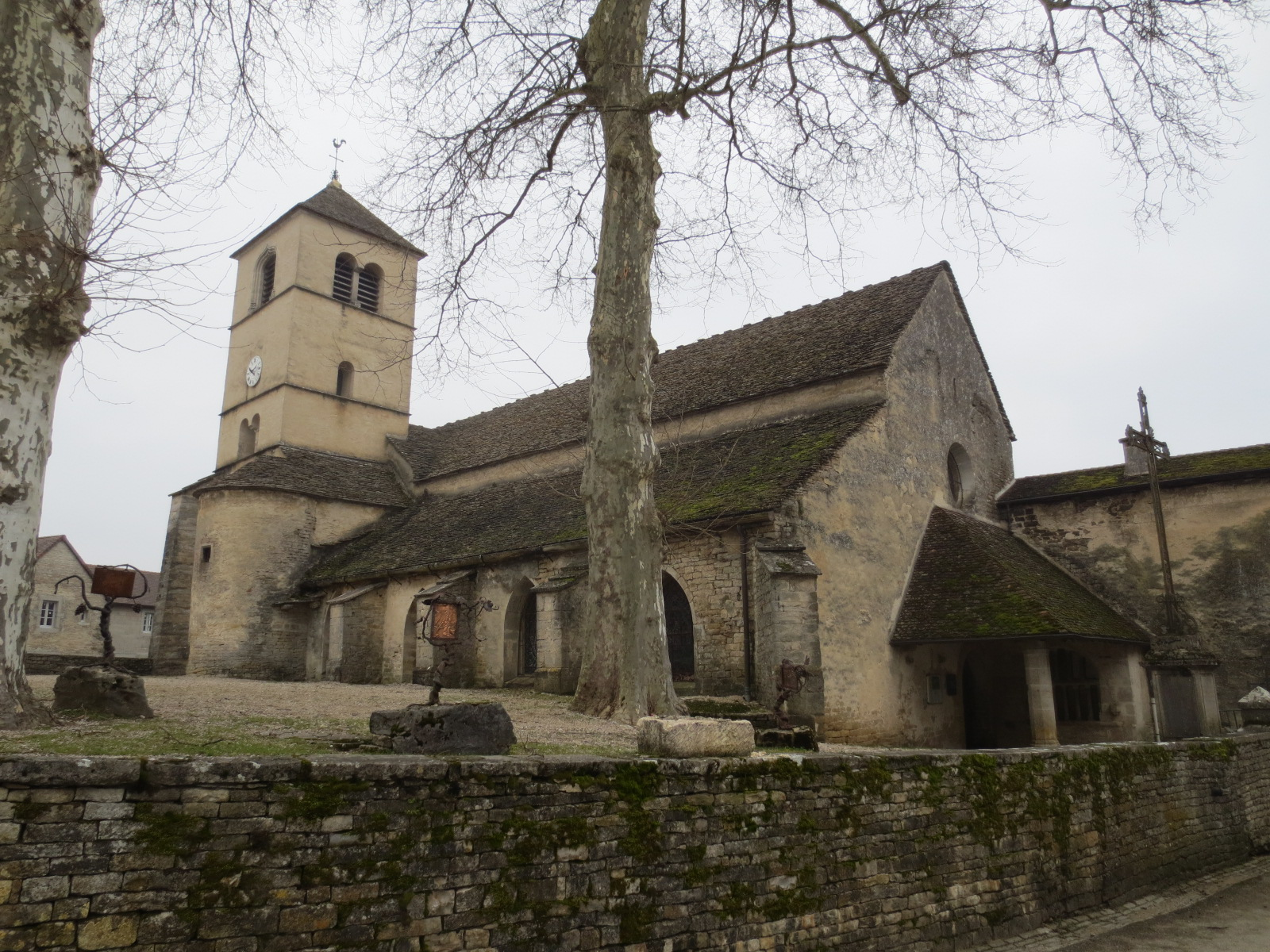
Église Saint-Pierre de Château-Chalon (XIe siècle)
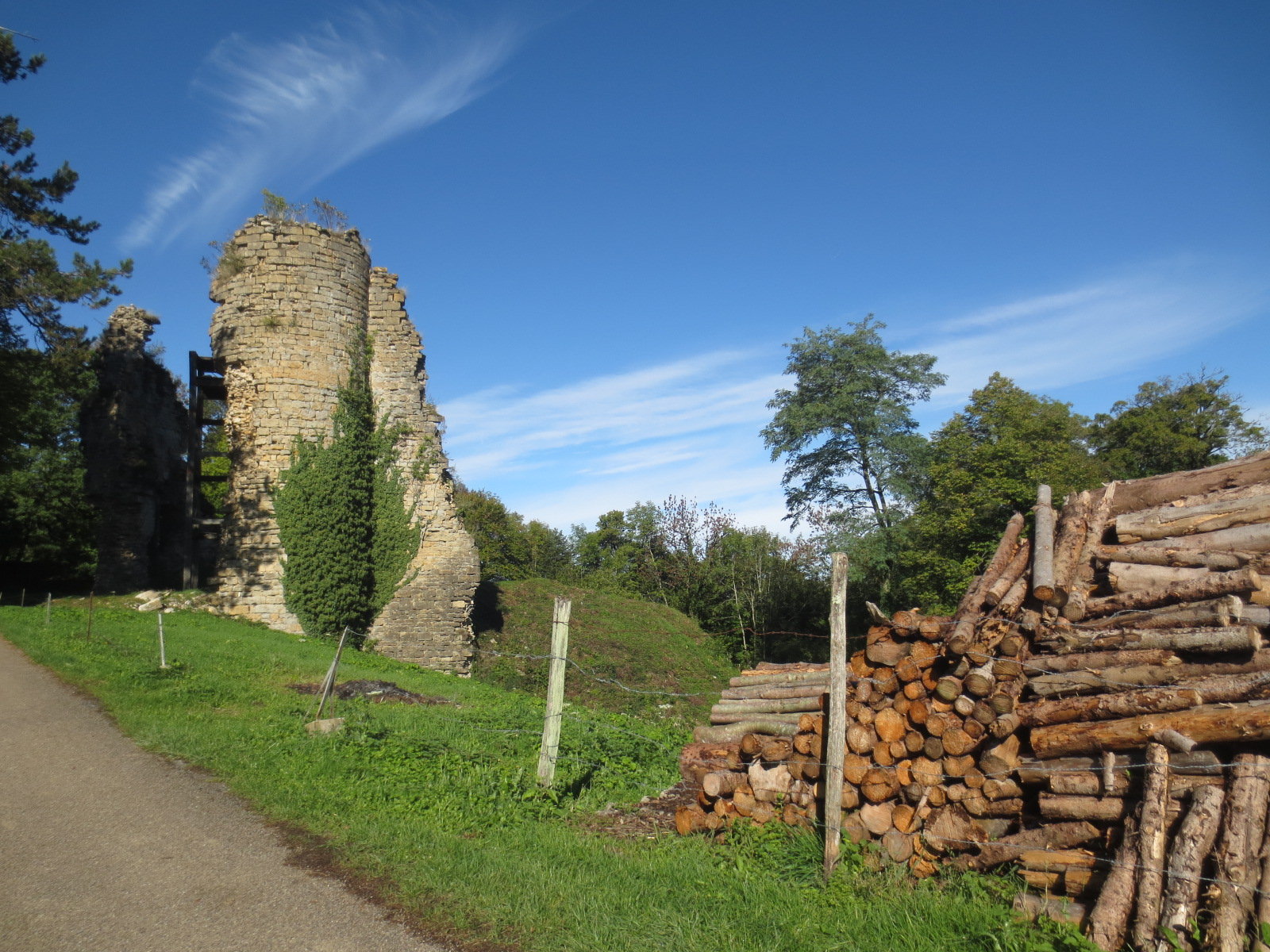
Vestiges du Donjon du château fort de Chateau-Chalon (IXe, XIIIe et XVe siècles)
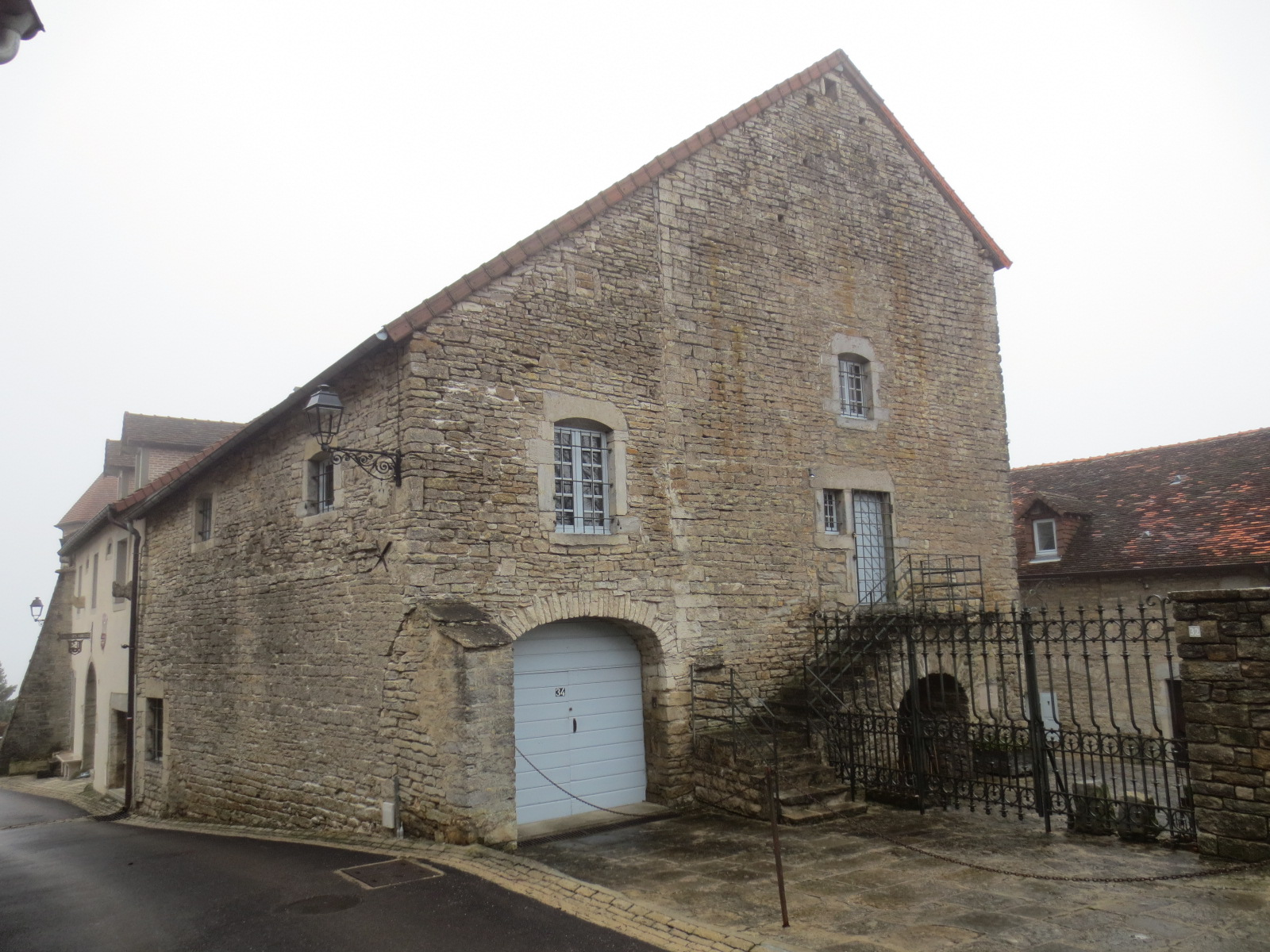
la maison de Bernard Clavel
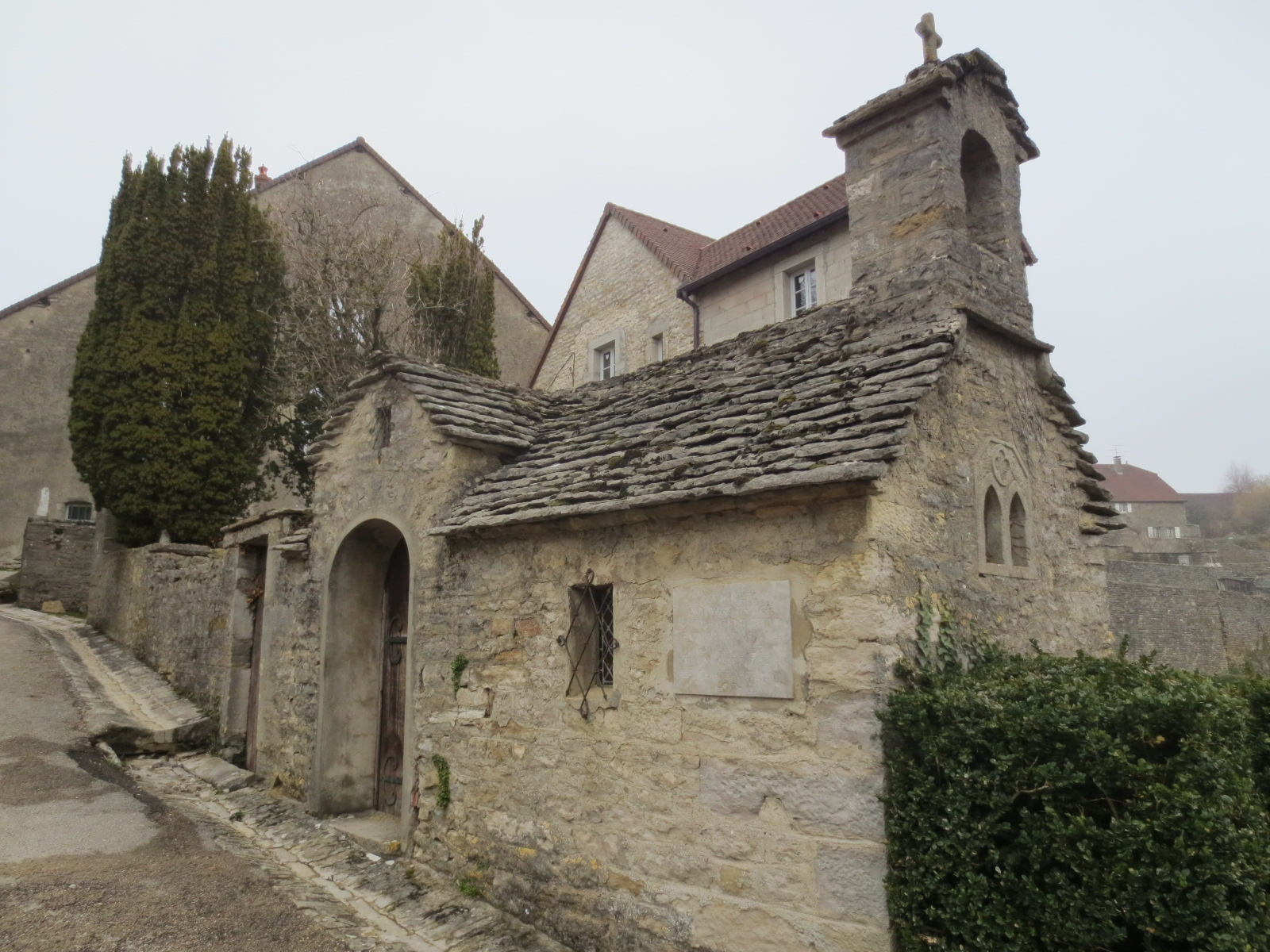
Chapelle Saint-Vernier, saint patron des vignerons de la cité

### Patrimoine religieux
- Église Saint-Pierre de Château-Chalon (XIe siècle, XVIe siècle et XVIIIe siècle) alliance du premier art roman et du premier gothique, en toit de laves, rue de l'Église, classée MH depuis 1972[20].
- Abbaye de Château-Chalon (VIIe, XVIe et XVIIIe s), rue de l'Église, inscrite au titre des monuments historiques depuis 1987[21], dont subsiste :
  - La maison du Froid-Pignon (ancienne hôtellerie), dont la couverture est classée MH depuis 1987[21] et son pigeonnier ;
  - La demeure de l'abbesse Catherine de Rye et des anciens châtelains de l'abbaye (XVIe-XIXe s), rue de la Tour; inscrite à l'IGPC depuis 1986[22] ;
  - La maison de chanoinesse (XVIIIe s), au belvédère de la Rochette, inscrite au titre des monuments historiques depuis 2008[23] ;
- Chapelle Sainte-Anne (XVIe s?), rue de la Roche, inscrite à l'IGPC depuis 1986[24] ;
- Chapelle Saint-Vernier de Château-Chalon, derrière l'église ;
- Oratoire (XVIIIe s?), chemin sous la Tour, inscrit à l'IGPC depuis 1986[25] ;
- Oratoire (XVIIIe-XIXe s), inscrit à l'IGPC depuis 1986[26] ;
- Croix monumentale (XIXe s), inscrite à l'IGPC depuis 1986[27] ;
- Croix de chemin (XIXe s), inscrite à l'IGPC depuis 1986[28].

### Patrimoine civil
- Puits (XVe s), rue du Puits Saint-Pierre ;
- Maisons et fermes (XVIIe-XVIIIe-XIXe s), inscrites à l'IGPC depuis 1986[29],[30],[31],[32],[33],[34],[35],[36] ;
- Fontaine (XIXe s), rue Saint-Jean ;
- Mairie (XIXe s) et cabine téléphonique (début XXe s), rue Saint-Jean ;
- Remise à Pompes (XIXe s), rue Saint-Jean ;

### Patrimoine naturel
- Seille (Saône) et Chambon, cours d'eau traversant la commune ;
- Vignoble Château-chalon (AOC), du vignoble du Jura, inscrit dans un paysage classé de la Charte de Fontevraud, élaborée en 2003.

### Héraldique
| Blason de Château-Chalon | Blason  | De gueules au lion d'or accompagné de trois tours d'argent, ouvertes du champ, maçonnées et ajourées de sable, rangées en chef. |
| Blason de Château-Chalon | Détails | Le statut officiel du blason reste à déterminer.                                                                                |